# Varna
Varna (bulgară Варна) este un oraș din nord-estul Bulgariei, situat pe malul Mării Negre și al lacului Varna și este centrul administrativ al comunei și al regiunii omonime. Este cel mai mare oraș din nordul Bulgariei și de pe coasta bulgară a Mării Negre. Populația orașului, conform datelor NSI la 31 decembrie 2016, este estimată la 335.177 persoane, ceea ce plasează Varna pe locul trei în Bulgaria după Sofia și Plovdiv.  Pe teritoriul său se află Amiralitatea Armatei Bulgare. Varna este adesea numită „capitala maritimă”  sau „capitala de vară a Bulgariei” și este un important centru turistic și educațional, un punct de plecare pentru stațiunile din nordul litoralului bulgăresc al Mării Negre.
În oraș s-a găsit un tezaur chalcolitic, considerat a fi cel mai vechi tezaur din lume, descoperire arheologică ce a dat numele său așa-numitei Culturi Varna. O dată la doi ani se organizează Concursul Internațional de Balet Varna, la Teatrul de Vară din Varna în timpul sezonului estival.
Varna a candidat pentru titlul de Capitală Europeană a Tineretului 2017, pe care l-a obținut, și la cel de Capitală Europeană a Culturii când a venit rândul Bulgariei în 2019, competiție pierdută în favoarea Plovdivului.  Printre evenimentele culturale internaționale care au avut loc în oraș se numără festivalurile de vară de la Varna, „Dragostea este nebunie”, „Delfinul de Aur”, „August în Arte”, „Videoholica” și multe altele.

## Nume
În cele mai vechi timpuri orașul a fost numit Odessos. Este numit de Teofan Odesopolis, în timp ce la alți autori apare ca Ulisopolis. După secolul al VI-lea, în documentele istorice numele Odessoss dispare. La vremea împăratului Tiberius (anii 14-27 e.n.) orașului i s-a spus pentru scurt timp Tiberiopolis. În cercetările sale, arheologul Pavel Gheorghiev afirmă că există o inscripție de la 557 prin care, împăratul Iustinian îi dedica orașul soției sale Theodora, după moartea acesteia, denumindu-l Teodoriada, menționându-l ca fiind situat pe coasta de nord a lacului Varna. Sub domnia împărătesei Irina, la sfârșitul secolului al VIII-lea, de asemenea, pentru scurt timp, a luat numele ei — Irinopolis.
Se presupune că numele actual provine de la un termen din bulgara veche care înseamnă „ciori“. O altă teorie leagă numele cu cuvântul „var“ , ceea ce înseamnă apă și izvor de apă minerală.  Prima mențiune a numelui Varna este în izvoarele documentare ce atestă atacul hanului Asparuh și al trupelor sale, unde se scrie că „... a venit la așa-numitul Varna, aproape de Odessos ...” și de reinstalare Bulgarilor în aceste locuri, dar nu nume clar se referă la zona, sat sau râu. Teofan a scris că , în 774 împăratul Constantin al V condus de campanie mare împotriva bulgarilor, dar când a venit la Varna a fost frică și sa întors. K. Irecek consideră că acest nume nu aparține orașul vechi Odessoss și un loc din apropiere pentru a Provadiya râu și Lacul Devnya. Konstantin Porfirogen a scris că Varna este un râu, astfel încât este opinia lui A. Vrettos. Pe de altă parte, cele peste 765 Nikifor a raportat că kavhan Khan, Umar a fost ucis de slujnicele în Varna. Această crimă nu s - ar întâmpla în vechiul Odessoss, așa cum se consideră că este încă posesia bizantină. Poate Varna este un sat despre Devnya Lake. Potrivit frații Shkorpil de decontare trace cu numele Varnas a existat de-a lungul lacului în zona de sub „Dzhanavara“ în cazul în care astăzi se găsesc numeroase materiale arheologice. Dimitar Dimitrov consideră că Varna a fost sat din vestul actualului oraș, în cazul în care există cimitire Din momentul Calcolitic. Brothers Shkorpil cauta tracă numele de rădăcină Varnas.  La începutul secolului al 20 - Arhimandritul Inochentie , în cercetările lor menționează că numele vine de la Varna Hun-avară cuvânt Varos care înseamnă oraș. Krystju Mirsky chiar a sugerat că numele vine de var, calcar, având în vedere că „în Varna și pământ înconjurătoare și pietre sunt calcar ...“
Între 20 decembrie 1949 și 20 octombrie 1956, Varna a purtat numele Stalin, după Iosif Vissarionovici Stalin.

### Alte locuri denumite după Varna
Peninsula Varna de pe Insula Livingstone din arhipelagul Insulele Shetland de Sud, Antarctica este numită după Varna 
Varna, Illinois, un mic orăsel de 400 de locuitori, a fost numit în onoarea Bătăliei de la Varna.
Așezarea Varna în Regiunea Celeabinsk din Rusia, este numită în comemorarea ocupării orașului Varna de către armata rusă în timpul Războiului Ruso-Turc dintre 1828-1829.
Varna Drive, o șosea în orașul Toronto din Canada, este numită după Varna.  Tot în Canada, un cătun din sudul orașului Ontario care se numește Varna.

## Istorie

### Preistorie
Cea mai bine cunoscută așezare preistorică din Varna este necropola căliolitică (datarea de la mijlocul secolului al 5-lea î.Hr.), un sit arheologic cheie pentru preistoria mondială, cultura eponimă din Varna și considerată pe plan internațional descoperirea celor mai vechi artefacte de aur. În zona Lacului Varna, peste 30 de așezări preistorice au fost descoperite cu artefacte ce datează din paleoliticul mijlociu sau în urmă cu 100.000 de ani.

### Tracii
De la sfârșitul epocii bronzului (sec. XIII-XII î.Hr.) zona din jurul orașului antic Odessos a fost populată cu traci . În secolele VIII-IX î.Hr, tracii locali au avut contacte comerciale și culturale active cu populațiile din Anatolia , Tesalia , Caucaz și Marea Mediterană . Aceste legături s-au reflectat în unele producții locale, de exemplu, forme de fibula de bronz, fie importate, fie produse la nivel local. Nu există nici o îndoială că interacțiunile au avut loc mai ales pe mare, iar golful Odessos este unul dintre locurile în care au avut loc schimburile. Unii cercetători consideră că în timpul mileniului I î.Hr., regiunea a fost de asemenea soluționată de jumătate miticeCimmerians . Un exemplu al prezenței lor, probabil accidentale, este tumulul din secolele VIII-VII î.Hr. găsit lângă Belogradeț , regiunea Varna .
Regiunea din jurul orașului Odessos era dens populată de traci cu mult înainte de venirea grecilor pe malul vestic al Mării Negre. Acest lucru este evidențiat și de ceramica făcută manual sau  ornamente de bronz pentru  arme de fier, toate găsite în necropolele tracice din secolele VI-IV î.Hr. apropierea satelor Dobrina, Kipra, Brestak și altele, toate în regiunea Varna .  Între 336-280 î.H., statele tracice împreună cu Odessos au fost cucerite de Alexandru cel Mare.
Descoperirile arheologice au arătat că populația din nord-estul Traciei a fost foarte diversă, inclusiv regiunea din jurul orașului Odessos. În timpul secolelor VI-IV î.Hr. regiunea a fost populată cu sciți care locuiau în mod obișnuit în stepa eurasiatică centrală (Rusia de Sud și Ucraina) și parțial la sud de râul Istros (denumirea tracică a Dunării de Jos). Caracteristic pentru armele lor de cultură și obiectele de bronz se găsesc în întreaga regiune.  Din secolul IV î.Hr. regiunea a fost populată de geto-daci.
Celți au început să populeze regiunea după invazia lor din peninsula Balcanică în 280 î.Hr. Tot în nord-estul Bulgariei și chiar lângă Odessos s-au găsit un număr semnificativ de obiecte de bronz cu ornamente celtice și arme tipice, toate adoptate repede de traci. Arkovna, la 80 de kilometri de Odessos, a fost probabil capitala permanentă a ultimului rege Kavar (270 / 260-216 / 210 î.Hr.). Probabil după prăbușirea regatului său, celții s-au amestecat cu tracii. Între anii 2 și 1 î.Hr. în Cadrilaterul de azi între Dyonissopolis (Balcic) și Odessos au fost create numeroase state scite. "Regii" lor și-au bătut monedele în monetăriile situate în orașele de pe coasta de vest a Mării Negre, inclusiv Odessos.
Tracii din nordul Traciei par a fi subdezvoltați în comparație cu omologii lor din Tracia de Sud. Oamenii trăiau în două tipuri de așezări: ne-fortificate, situate pe terenuri fertile în apropierea surselor de apă și cetăți construite din piatră în zone greu de atins, unde erau localizate de obicei reședințele regiilor. Tracii erau specializați în agricultură, prelucrarea lemnului, vânătoare și pescuit. Printre meșteșugurile lor de artă se numără prelucrarea metalelor - în special armele, prelucrarea excelentă a bronzului, realizarea de brățări, inele, fibule de tip tracic, ornamente de cai, vârfuri de săgeți. Aurarii locali au folosit aur și argint pentru a produce armuri plate tipice tracice, ornamente ceremoniologice pentru caii regilor și aristocrație, precum și patere și ritoni valoroși .
În ciuda diversității etnice, a numeroaselor conflicte interne și externe și a diferențelor culturale, populațiile din nord-estul Bulgariei și orașele de pe litoral au demonstrat o toleranță stabilă față de celălalt. Conservatorismul este ușor de observat în obiectele ceramice și în religie. Cea mai mare divinitate a fost călărețul trac , care avea nume și funcții diferite în locuri diferite. Au fost onorate și zeitățile legate de apă, cum ar fi cele Trei Grații sau Nimfele de apă și Zalmoxis de către geto-daci . În următoarele secole, mai ales până la sfârșitul perioadei elenistice(2-1 î.Hr.), Tracii au adoptat cultura elenistică mai elaborată, acționând astfel ca un intermediar pentru tracii continentali.

### Antichitate

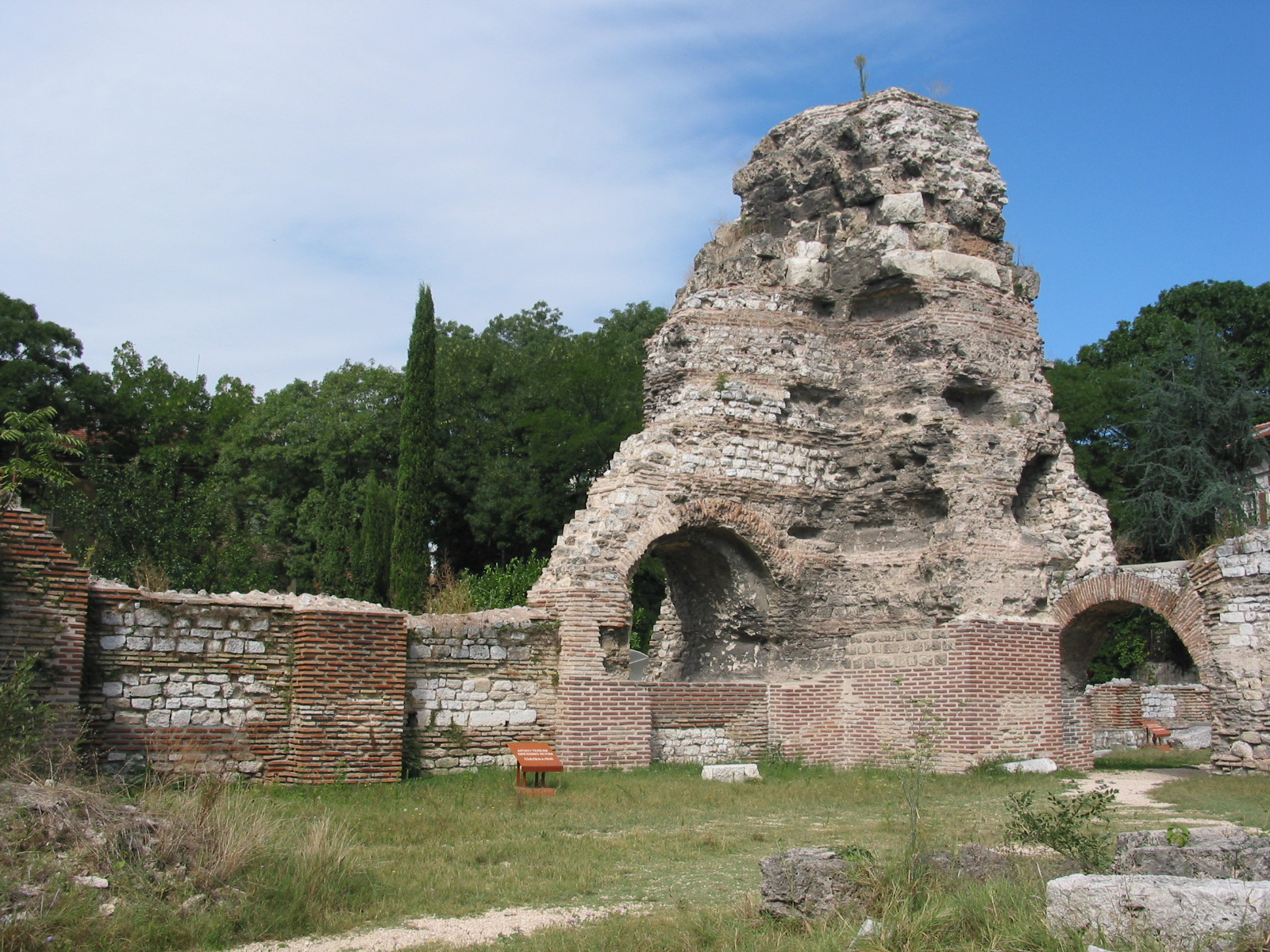
Ruinele așezării antice Odessos

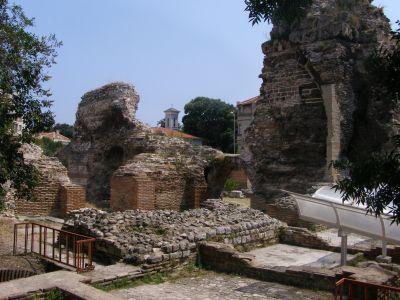
Termele Romane

Odessos este una dintre cele mai vechi așezări antice din Bulgaria. A fost stabilită în al doilea trimestru al anului VI c. BC (585-550 î.Hr.) de către grecii milești la un moment dat la acea vreme așezare tracică.  Denumirea Odessos ar fi putut fi pre-greacă, probabil de origine greacă cariană . Odessos a fost o zonă de contact, a existat o comunitate mixtă între grecii ionici și triburile trace. Excavațiile din siturile tracice din apropiere au arătat o ocupare neîntreruptă din secolele VII-IV î.Hr. și relațiile comerciale strânse cu colonia. Alfabetul grecesc a fost aplicat inscripțiilor tracice încă din cel puțin secolul al V-lea î.Hr.
Odessos a fost inclus în Liga de la Delos din 425 î.Hr. În 339 î.H., a fost asediat fără succes de Filip al II-lea al Macedoniei (preoții geți l-au convins să încheie un tratat), dar a capitulat în fața lui Alexandru cel Mare  în 335 î.Hr. și a fost ulterior condus de diadohul său, Lysimachos. Cu toate acestea, la sfârșitul secolului al IV-lea. î.hr. orașul a devenit unul dintre fortărețele lui Lysimachus. Orașul a devenit foarte prosper din acest moment datorită comerțului maritim mare cu multe dintre statele și orașele mediteraneene, susținute de o gamă largă de produse locale. 
Orașul roman, „Odessus” , care a fost inclus în „Praefectura orae maritimae” și apoi în anul 15 d.Hr., anexat provinciei Moesia (mai târziu Moesia Inferior ), a acoperit 47 de hectare în centrul orașului de astăzi Varna și a avut băi publice proeminente, Thermae , ridicate în sfârșitul secolului al II-lea d.Hr., acum cele mai mari rămășițe romane din Bulgaria (clădirea avea o lățime de 100 m, o lungime de 70 m și o înălțime de 25 m și o a patra dintre cele mai cunoscute băi romane Europa care mărturisește importanța orașului. Jocurile sportive majore au avut loc la fiecare cinci ani, eventual la care a participat Gordian al III-lea în 238.
Principalul apeduct al Odessosului a fost recent descoperit în timpul săpăturilor de salvare a zidului nnordic de apărare. Apeductul a fost construit în trei perioade de construcție între secolele IV și VI; în secolul al IV-lea, apeductul a fost construit împreună cu zidul cetății, apoi la sfârșitul secolului al IV-lea până la începutul secolului al V-lea, când o conductă a fost pusă în interiorul apeductului inițial de zidărie. În al treilea rând, în secolul al VI-lea a fost adăugată o conductă suplimentară paralelă cu vestul original al acesteia și a intrat în oraș printr-o reconstrucție a zidului cetății.
Odessos a fost un centru al creștinismului timpuriu, după cum arată ruinele a douăsprezece bazilici timpurii. În documentele imperiale din secolul al VI-lea, acesta a fost numit "cel mai sfânt oraș", sacratissima civitas . În 442, un tratat de pace între Teodosie al II-lea și Attila a fost semnat la Odessos.

### Cucerirea bulgară
S-a sugerat că Tratatul de pace din 681 cu Imperiul Bizantin care a înființat noul stat bulgar a fost încheiat la Varna, iar prima capitală bulgară la sud de Dunăre ar fi putut fi localizată provizoriu în vecinătatea sa - posibil într-un oraș antic lângă Lacul Varna numit Theodorias (Θεοδωρία) - înainte de a se deplasa la Pliska la 70 de kilometri spre vest. Asparuh a fortificat câmpia râului Varna printr-o vale împotriva unei posibile invazii bizantine; Zidul Asparuhov este încă în picioare. S-a sugerat că Asparuh a fost conștient de importanța taberei militare romane ( campus tribunalis ) stabilită de Iustinian I în afara Odessos și a considerat-o (sau rămășițele sale) ca scaun legitim al puterii atât pentru Moesia de Jos, cât și pentru Scythia.

### Evul Mediu
Controlul s-a schimbat de la bizantină în mâinile bulgare de mai multe ori în timpul Evului Mediu . La sfârșitul secolului al X-lea și prima jumătate a secolului al X-lea, Varna a fost locul unui scriptoriu principal al Școlii literare de la Preslav la o mănăstire înzestrată de Boris I,care la folosit și ca refugiu monahal. Scriptoriul poate juca un rol cheie în elaborarea scriptului chirilic de către învățați bulgari sub îndrumarea unui ucenic al Sfinților Chiril și Metodie . Karel Škorpila sugerat că Boris I ar fi putut fi îngropat acolo. Cultura sintetică cu trăsăturile elenistice tracice, romane și est-armeniene, siriene și persane, care s-au dezvoltat în jurul Odessosului în secolul al VI-lea sub Iustinian I, au influențat cultura Pliska-Preslav a primului imperiu bulgar, aparent în arhitectură și artele plastice decorative, dar eventual și în literatură, inclusiv bursa chirilică. În 1201, țarul Ioniță Caloian a preluat fortăreața din Varna, din mâinile bizantine, în Sâmbăta Sfântă, folosind un turn de asediu.

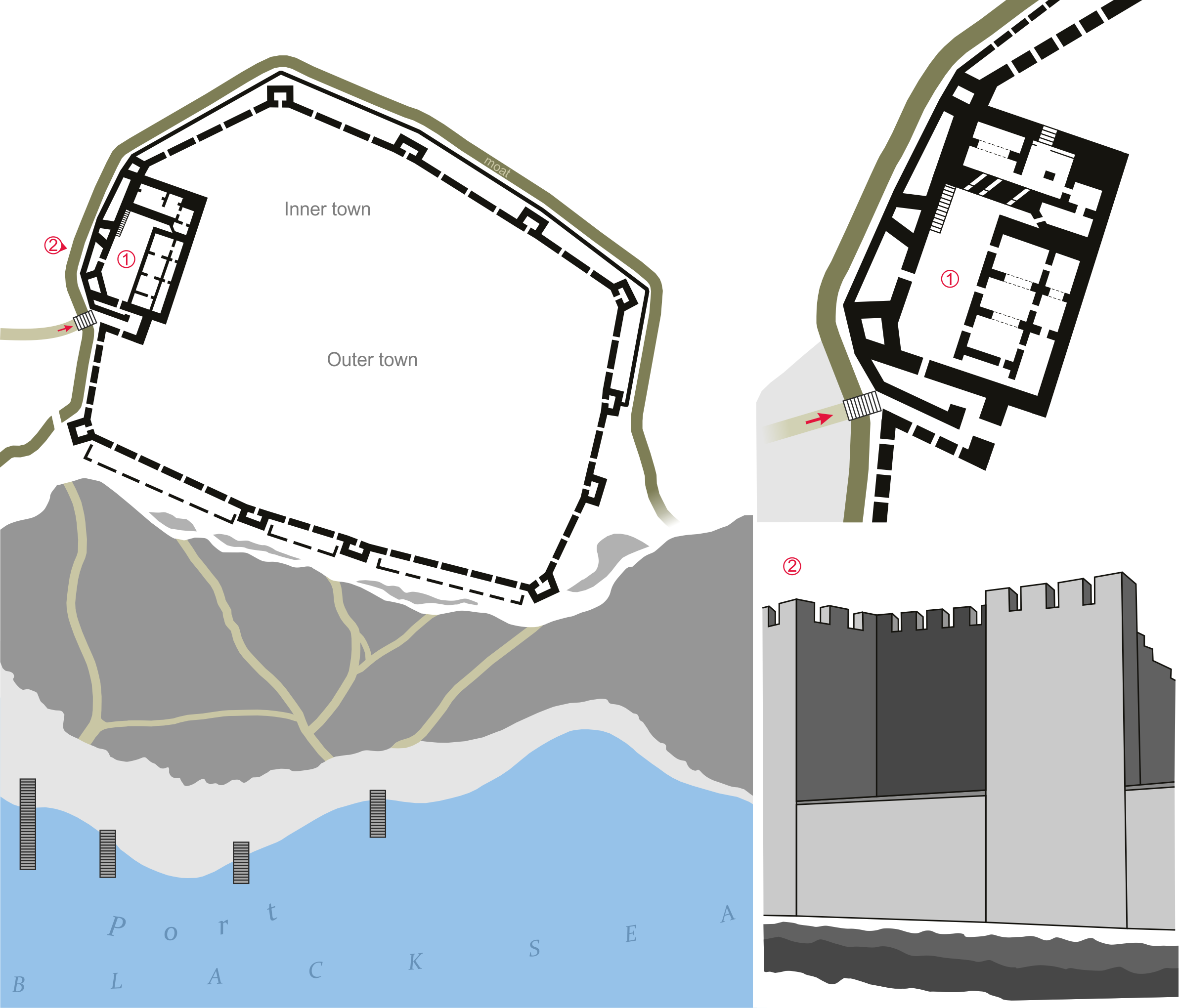
Planul cetății medievale Varna

Până la sfârșitul secolului al XIII-lea, cu Tratatul de la Nymphaeum din 1261, alianța ofensiv-defensivă dintre Mihai al VIII-lea Palaeolog și Genova care deschide Marea Neagră către comerțul genovez, Varna s-a transformat într-un oraș comercial, frecventat de către navele comerciale genoveze, venețiene și raguzane . Primele două republici maritime au avut consulate și au avut colonii expatriate acolo (comercianții ragusani au rămas activi în port în secolul al XVII-lea care operează din colonia lor din Provadiya din apropiere). Orașul a fost înconjurat de două cetăți cu porturi comerciale mai mici, Kastritsi și Galata, care s-au văzut unul pe celălalt și au fost protejate de alte două cetăți cu vedere spre lacurile Maglizh și Petrici. Grâu, piei de animale, miere și ceară, vin, cherestea și alte produse agricole locale pentru piețele italiene și de pe Constantinopol au fost exporturile principale, iar alimentele mediteraneene și articolele de lux au fost importate. Orașul și-a introdus propriul standard monetar, Perpera de la Varna , până la mijlocul secolului al XIV-lea; Cursul valutar bulgar și venețian a fost stabilit printr-un tratat. Bijuterii fine, ceramica de uz casnic, piele fină și prelucrarea produselor alimentare și alte meserii au înflorit; construcția navală sa dezvoltat în gura râului Kamchiya .
Tabele portolane italiene din secolul al XIV-lea au arătat orașul Varna drept cel mai important port maritim dintre Constantinopol și delta Dunării; de obicei, au etichetat regiunea Zagora . Orașul a fost asediat cu victorie de Amadeus al VI-lea din Savoia, care a capturat toate cetățile bulgare la sud, inclusiv Galata, în 1366. În 1386, Varna a devenit pentru scurt timp capitala despotatului Dobrogei , apoi a fost preluat de Otomanii din 1389 (și din nou în 1444), cedat temporar lui Manuel II Paleologu în 1413 (probabil până în 1444), și loviți de tătari în 1414.

### Bătălia de la Varna

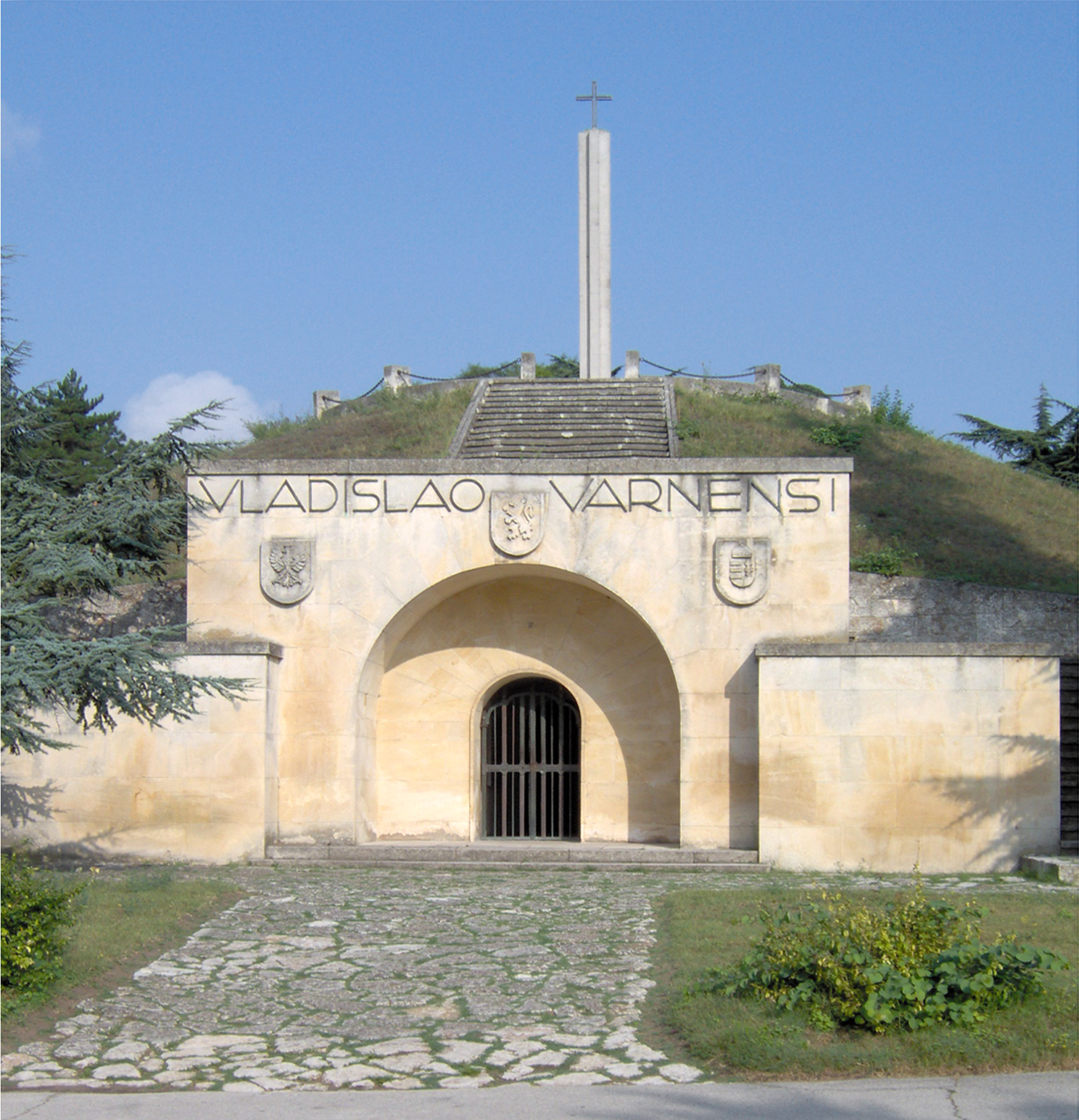
Memorialul bătăliei de la Varna din 1444 construit într-un mormânt tracic

La 10 noiembrie 1444, una dintre ultimele bătălii importante ale cruciadelor din istoria europeană a fost organizată în afara zidurilor orașului. De Turcii dirijate de o armată de 20.000-30.000 cruciati conduse de Ladislaus III din Polonia (și Ulászló I din Ungaria), care a adunat în port pentru a naviga la Constantinopol. Armata creștină a fost atacată de o forță superioară de 55.000 sau 60.000 de otomani condusă de sultanul Murad al II-lea . Ladislaus al III-lea a fost ucis într-o încercare îndrăzneață de a surprinde sultanul. Eșecul cruciadei din Varna a rezultt căderea Constantinopolului, asediat de către otomani în 1453, toate inevitabile, iar Varna (cu toată Bulgaria) trebuia să rămână sub dominația otomană timp de peste patru secole.

### Dominația otomană târzie

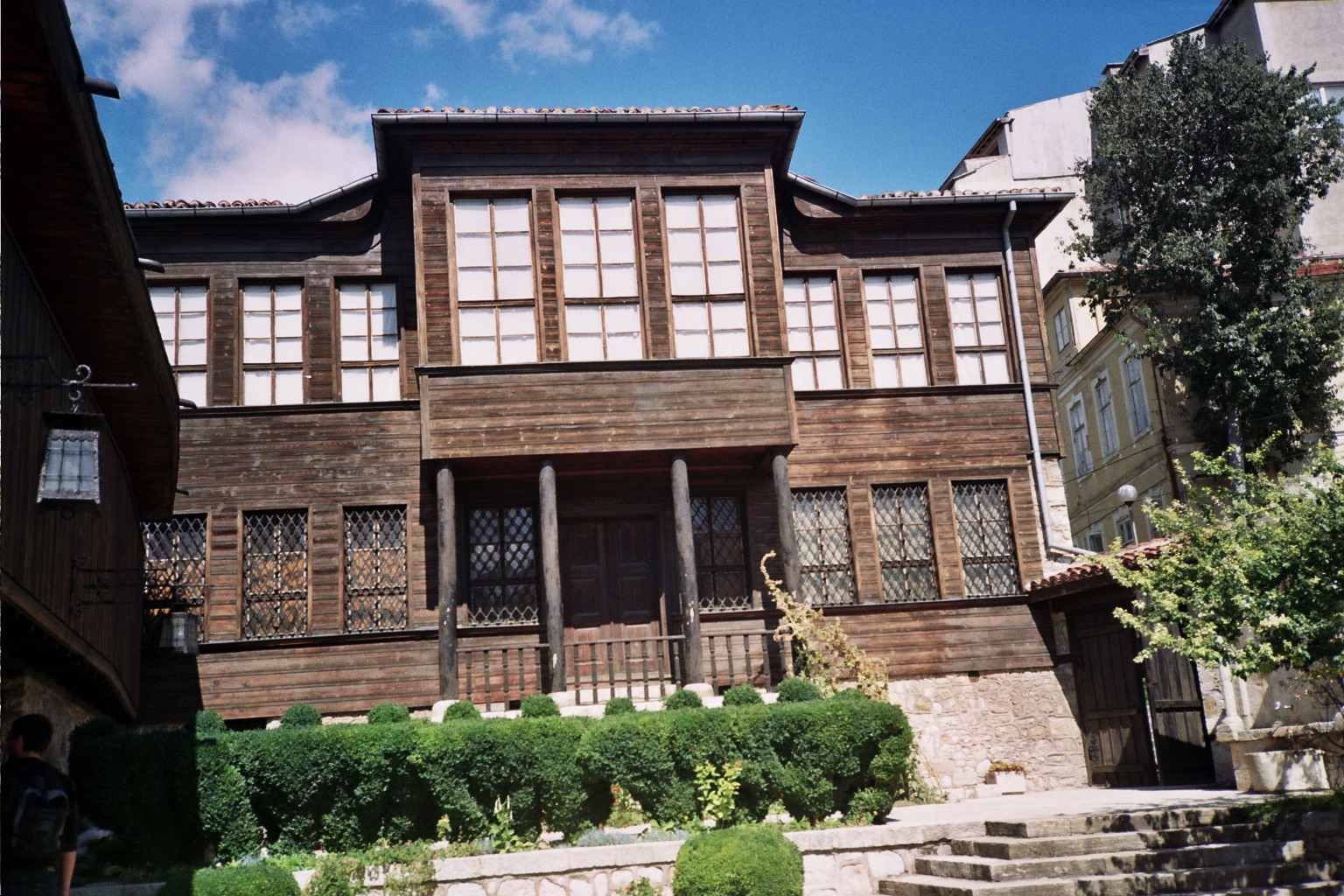
Primăria din perioada otomană

Un important port, centru agricol, comercial și de construcții navale pentru Imperiul Otoman în secolele XVI și XVII, păstrând o populație bulgărească semnificativă și activă din punct de vedere economic. Rușii au stăpânit Varna temporar în 1773 și, din nou, în 1828, în urma asediului prelungit al orașului Varna , reîntorcându-l la otomani doi ani mai târziu după ce cetatea medievală a fost distrusă.
La începutul secolului al XIX-lea, mulți greci locali s-au alăturat organizației patriotice Filiki Eteria . La izbucnirea războiului de independență grec (1821) activitatea revoluționară a fost înregistrată la Varna. Ca rezultat, localnicii din Varna care au participat la mișcarea națională greacă au fost executați de autoritățile otomane, în timp ce alții au reușit să fugă în Grecia și să continue lupta.

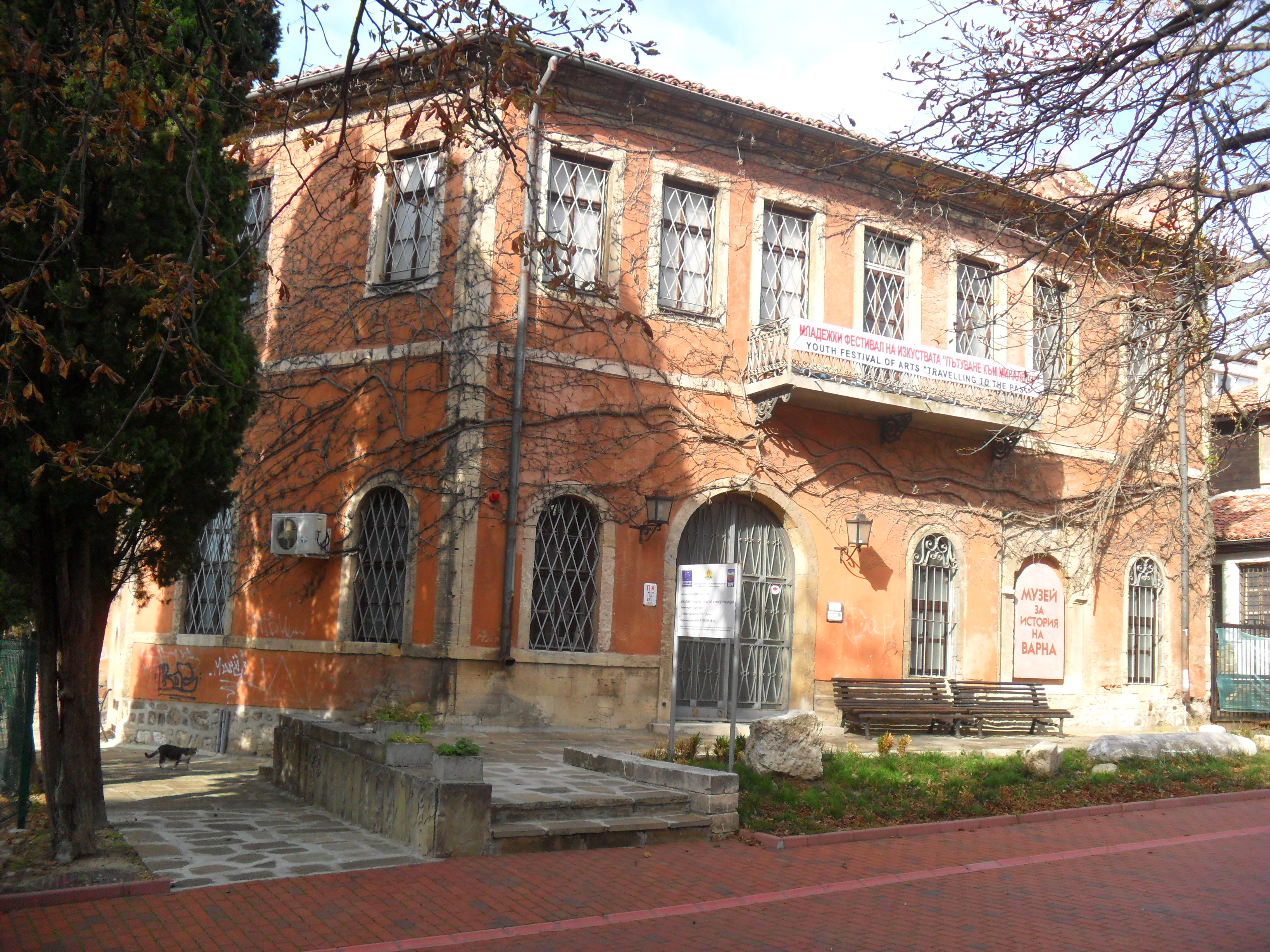
Muzeul de istorie al Varnei

Campania britanică și franceză împotriva Rusiei în războiul din Crimeea (1854-1856) a folosit orașul Varna drept sediu și bază navală; mulți soldați au murit de holeră și orașul a fost devastat de un incendiu. Un monument britanic și francez marchează cimitirele în care au fost implicați victimele holerei. În 1866, prima cale ferată din Bulgaria a legat Varna cu Ruse pe Dunăre, legând capitala otomană din Constantinopol de Europa Centrală; pentru câțiva ani Orient Express a trecut prin acea cale. Portul din Varna s-a dezvoltat ca un furnizor important de alimente - în special grâul din coșul de adăpost din Cadrilater - la Constantinopol și un centru aglomerat pentru importurile europene în capitală; În oraș au fost deschise 12 consulate străine. Populația bulgară au participat la Renașterea națională ; Vasil Levski a înființat în Varna un comitet revoluționar secret.

### Al  treilea stat bulgar (1878-prezent)

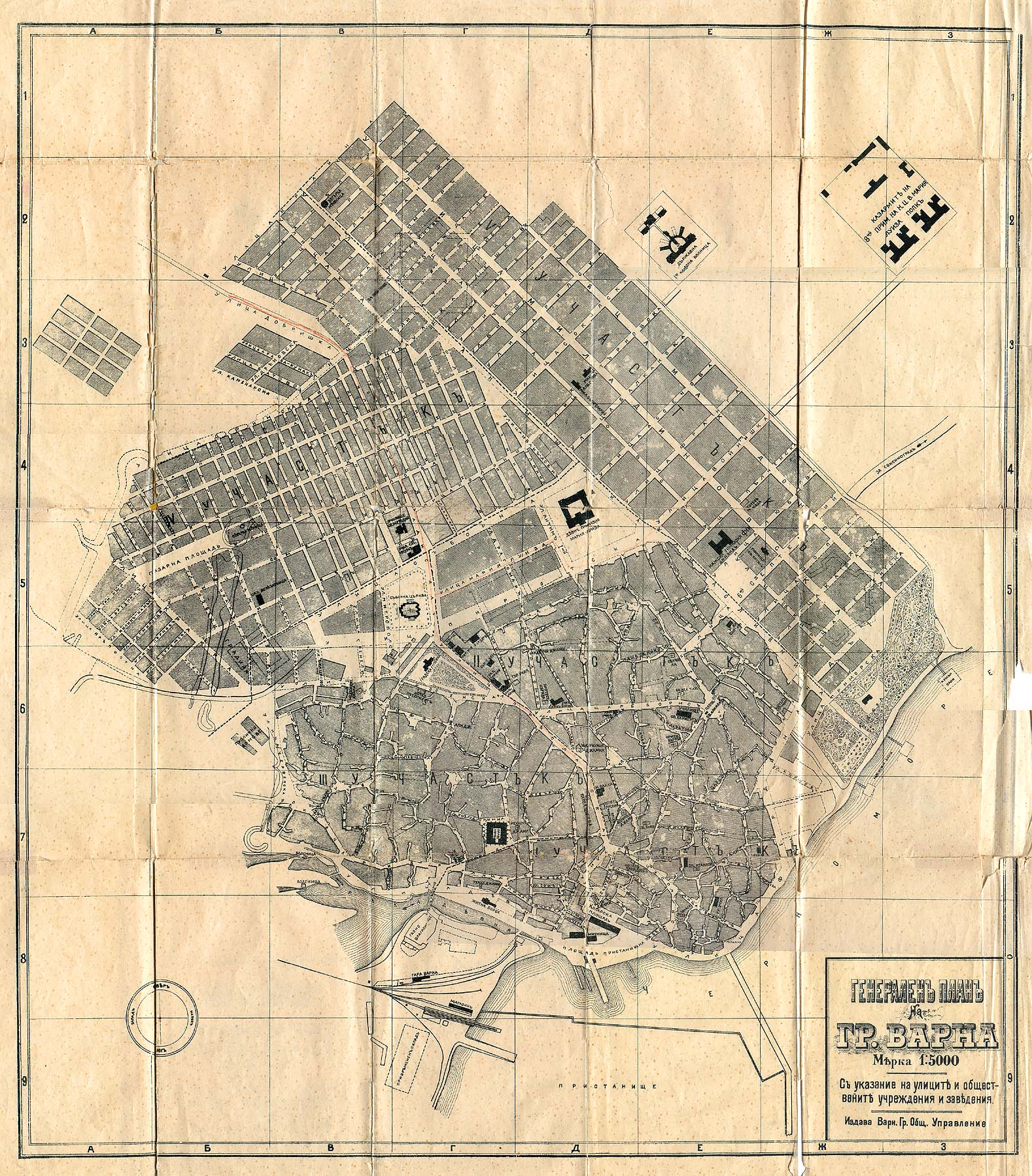
Harta orașului în 1897

În 1878, orașul, care avea 26 de mii de locuitori, a fost dat Bulgariei de către trupele ruse , care au intrat pe 27 iulie. Varna a devenit un prim oraș în primul război balcanic și primul război mondial ; economia s-a a fost grav afectată de pierderea temporară a hinterlandului său agrar, Cadrilater, ce a fost anexată de România (1913-16 și 1919-1940). În cel de- al doilea război mondial , Armata Roșie a ocupat orașul în septembrie 1944, ajutând la cimentarea guvernării comuniste în Bulgaria.
Unul dintre cele mai vechi centre de dezvoltare industrială  din Bulgaria, Varna s-a stabilit ca principalul port de export al țării, un important centru de producție de cereale și viticultură , sediul celei mai vechi instituții de învățământ superior din afara orașului Sofia, festivaluri și evenimente, precum și capitala de vară de facto a țării, cu ridicarea palatului regal de vară Euxinograd. Turismul masiv a apărut de la sfârșitul anilor 1950. Industria greoaie și comerțul cu Uniunea Sovietică s-au înflorit în anii '50 până în anii '70.
Din 20 decembrie 1949 până la 20 octombrie 1956, orașul a fost redenumit Stalin de către guvernul comunist după dictatorul sovietic Iosif Vissarionovici Stalin.
.
În 1962, a fost aici cea de-a 15-a Olimpiadă de șah. În 1969 și 1987, Varna a fost gazda Campionatelor Mondiale de Gimnastică Ritmică . În perioada 30 septembrie - 4 octombrie 1973, a avut loc cel de-al 10-lea Congres Olimpic la Palatul Culturii și Sportului .
Varna a devenit o stațiune populară pentru est-europeni, cărora le-a fost interzis să călătorească spre vest până în 1989. Unul dintre aceștia, veteranul comunist german Otto Braun, a murit în vacanța din 1974 în Varna.
În 2007 și 2008, Varna a câștigat clasamentul " Cel mai bun oraș pentru a trăi în Bulgaria ".

## Geografie

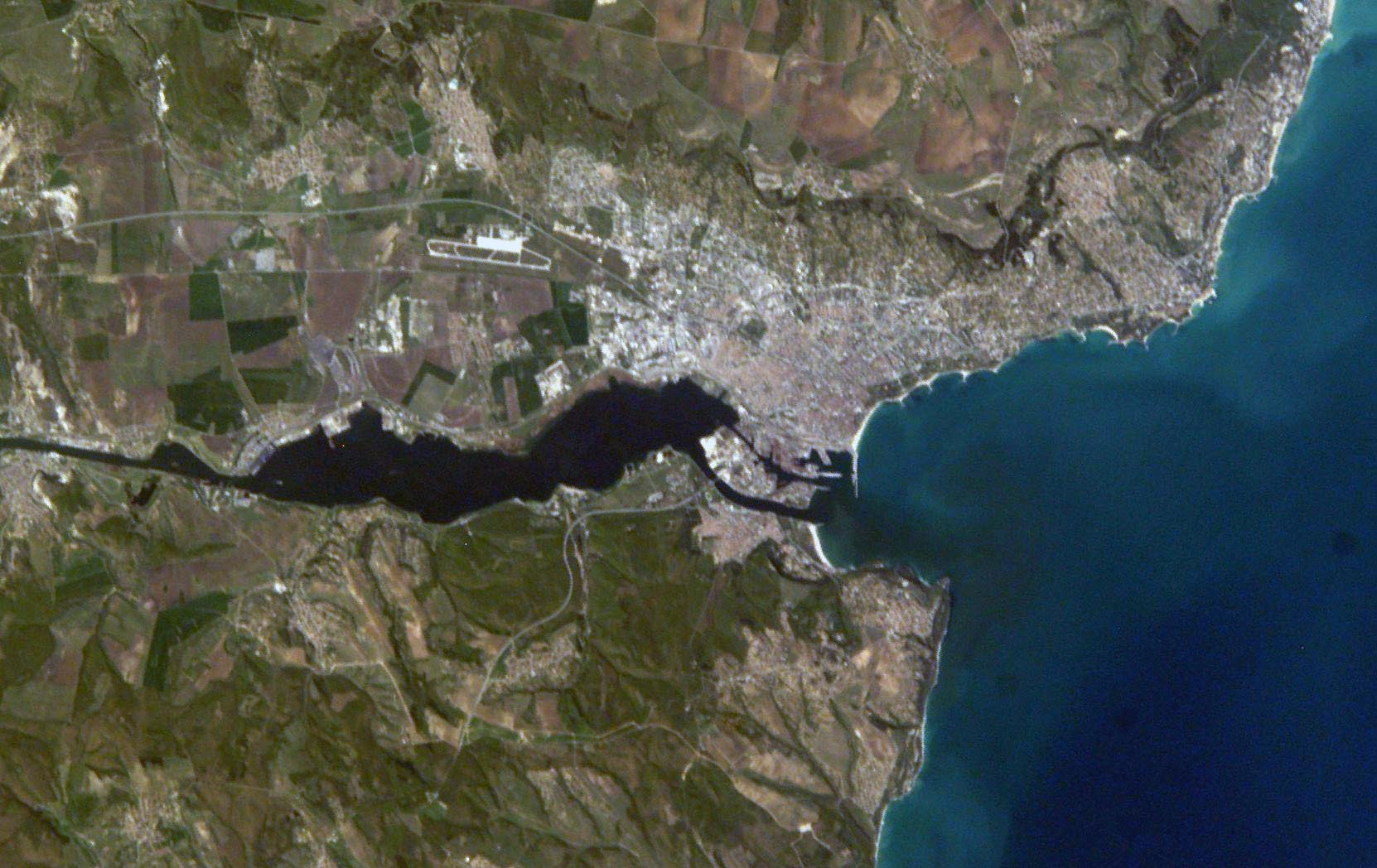
Imaginea prin satelit a orașului Varna și a lacului Varna

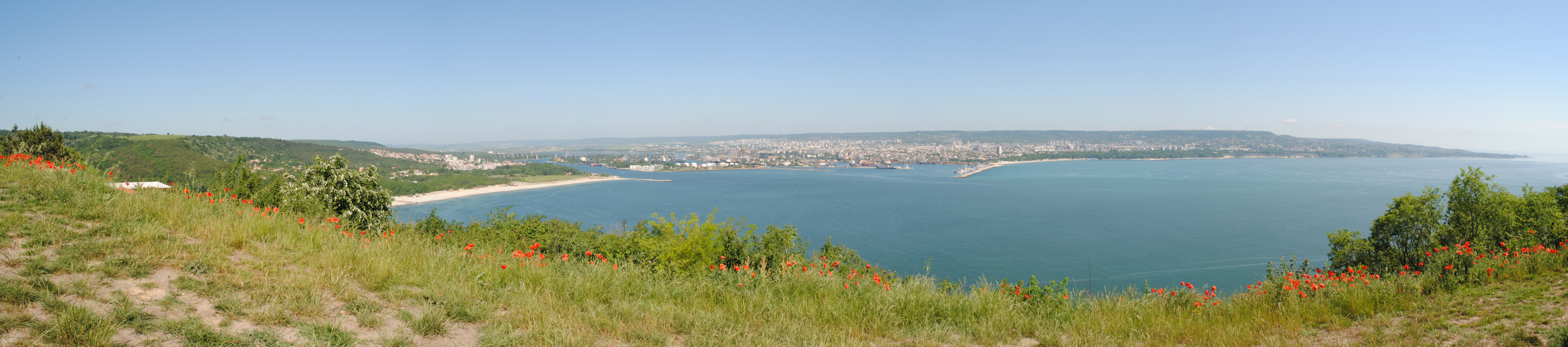
Golful Varna

Orașul ocupă 238 km2 (92 mi2) pe terase verzi (Platforma Monoclină a Moesiei de la Varna) coborând de pe platoul calcaros Franga (înălțimea de 356 m) la nord și Podișul Avren la sud, de-a lungul golful Varna de la Marea Neagră în formă de potcoavă, două canale navigabile artificiale care leagă golful și lacul și sunt împrăștiate de Cartierul Asparuhov cel mai mult. Este centrul unei aglomerări în continuă creștere care se întinde de-a lungul coastei de nord, la 20 km  nord și la 10 km  sud (cea mai mare parte fiind rezidențială și recreațională). Din antichitate, orașul a fost înconjurat de podgorii, livezi și păduri. Unitățile de transport maritim sunt relocate în interiorul lacurilor și canalelor, în timp ce golful rămâne o zonă de agrement; aproape tot malul mării este parc.
Zona urbană depășește 20 km (12 mi) de plaje de nisip și abundă în sursele de apă minerală termică (temperaturi de 35–55 °C (95–131 °F)). Se bucură de o climă blândă, influențată de mare, cu o lungă, ușoară, asemănătoare cu cea mediteraneană, toamnă, însorită și fierbinte, dar considerabil mai rece decât veriile mediteraneene moderate de brize și precipitații regulate. Deși Varna primește aproximativ două treimi din precipitațiile medii pentru Bulgaria, abundența apei subterane își păstrează dealurile împădurite luxuriante pe tot parcursul verii. Orașul este tăiat de vânturile de nord și nord-est de dealuri de-a lungul brațului nordic al golfului, totuși ianuarie și februarie pot fi totuși îngrozitor de frig, cu viscole. Apa din Marea Neagră a devenit mai curată după 1989 din cauza îngrășămintelor chimice scăzute în agricultură; are salinitate scăzută, nu are prădători mari sau specii otrăvitoare, iar gama mareelor este practic imperceptibilă.
Orașul se află la 470 km (292 mi) nord-est de capitala Bulgariei, Sofia; cele mai apropiate mari orașe sunt Dobrici (45 km sau 28 mi la nord), Shumen (80 km sau 50 mi la vest), și Burgas (125 km sau 78 mi la sud-vest).

### Diviziune Administrativă

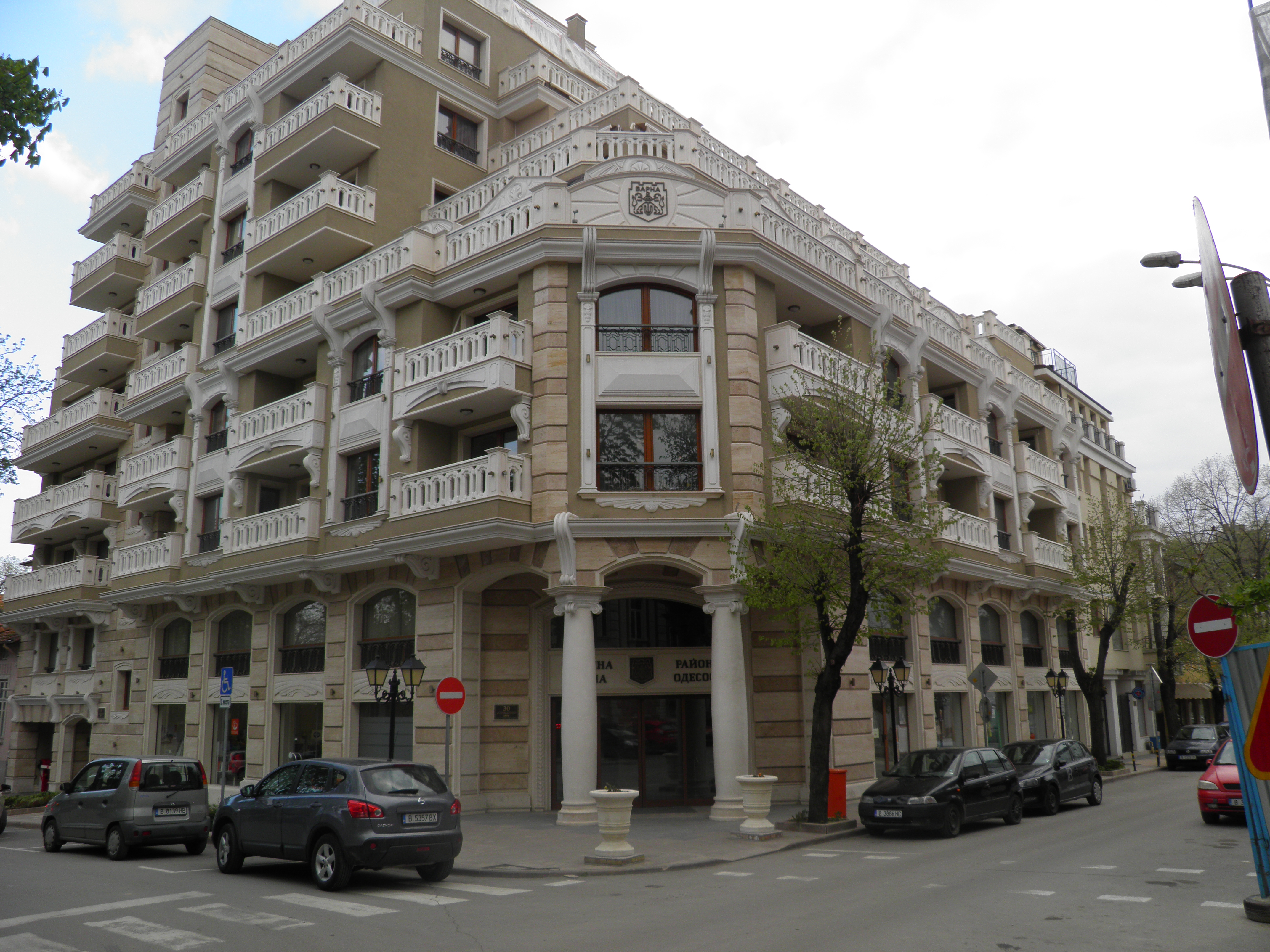
Raionul Odessos

Conform Legii privind diviziunea teritorială a municipiului Sofia și a marilor orașe din Bulgaria (Plovdiv și Varna),  teritoriul orașului Varna este împărțit în următoarele cinci raioane :
| Raion                                    | Cartier |
| ---------------------------------------- | --- |
| „Asparuhovo“ (27 252 locuitori)          | cartierele „Asparuhovo“, „Galata“ |
| „Vladislav Varnecik“ (49 197 locuitori ) | cartierele „Vladislavovo“, „Kayssieva Gradina“ |
| „Mladost“ (87 386 locuitori)             | cartierele „Văzrajdane“, „Mladost“, „Sfântul Ioan de Rila“, „Podeba“, „Troșevo“ |
| „Odessos“ (85 341 locuitori)             | Centrul Orașului Varna, cartierul „Hristo Botev“ |
| „Primorski“ (104 150 locuitori)          | cartierele „Vinița“, „Izgrev“, „Levski“, „Țveten“, „Cartierul Grădina Mării“, „Chaika“, „Briz“, „Trakata“, „Euxinograd“; stațiunile „Sfinții Constantin și Elena“, „Sunny Day“, „Alen Mak“, „Chaika“, „Riviera“, „Nisipurile de Aur“ |

### Climat
Varna are un climat subtropic umed, cu influențe considerabile asupra climei oceanice și climatice continentale. Vara începe la începutul lunii mai și durează până la începutul lunii octombrie. Temperaturile de vară variază de obicei între 18 C și 21 C în noaptea și 25-35 C în timpul zilei. Temperatura apei de mare în timpul lunilor de vară este de obicei în jur de 23-27 grade C. În timpul iernii, temperaturile sunt de aproximativ 0 grade pe timp de noapte și 5-10 grade C în timpul zilei. Zăpada este posibilă în decembrie, ianuarie, februarie și rareori în luna martie. Zăpada cade în timpul iernii de câteva ori și se poate topi rapid. Cea mai ridicată temperatură înregistrată vreodată a fost de 41,0 C și cea mai scăzută -19,0 C.
| Date climatice pentru Varna (1952-2011)    | Date climatice pentru Varna (1952-2011) | Date climatice pentru Varna (1952-2011) | Date climatice pentru Varna (1952-2011) | Date climatice pentru Varna (1952-2011) | Date climatice pentru Varna (1952-2011) | Date climatice pentru Varna (1952-2011) | Date climatice pentru Varna (1952-2011) | Date climatice pentru Varna (1952-2011) | Date climatice pentru Varna (1952-2011) | Date climatice pentru Varna (1952-2011) | Date climatice pentru Varna (1952-2011) | Date climatice pentru Varna (1952-2011) | Date climatice pentru Varna (1952-2011) |
| Luna                                       | Ian                                     | Feb                                     | Mar                                     | Apr                                     | Mai                                     | Iun                                     | Iul                                     | Aug                                     | Sep                                     | Oct                                     | Nov                                     | Dec                                     | Anual                                   |
| ------------------------------------------ | --------------------------------------- | --------------------------------------- | --------------------------------------- | --------------------------------------- | --------------------------------------- | --------------------------------------- | --------------------------------------- | --------------------------------------- | --------------------------------------- | --------------------------------------- | --------------------------------------- | --------------------------------------- | --------------------------------------- |
| Maxima medie °C (°F)                       | 6.2 (43,2)                              | 7.4 (45,3)                              | 10.3 (50,5)                             | 14.8 (58,6)                             | 20.4 (68,7)                             | 25.1 (77,2)                             | 27.8 (82)                               | 27.9 (82,2)                             | 23.9 (75)                               | 18.6 (65,5)                             | 12.8 (55)                               | 8.1 (46,6)                              | 17,0 (62,6)                             |
| Media zilnică °C (°F)                      | 1.9 (35,4)                              | 2.8 (37)                                | 5.7 (42,3)                              | 10.3 (50,5)                             | 15.4 (59,7)                             | 19.9 (67,8)                             | 22.4 (72,3)                             | 22.3 (72,1)                             | 18.3 (64,9)                             | 13.5 (56,3)                             | 8.4 (47,1)                              | 4.1 (39,4)                              | 12,2 (54)                               |
| Minima medie °C (°F)                       | −1.7 (28,9)                             | −1.1 (30)                               | 1.7 (35,1)                              | 6.1 (43)                                | 10.8 (51,4)                             | 15.0 (59)                               | 17.2 (63)                               | 17.1 (62,8)                             | 13.5 (56,3)                             | 9.1 (48,4)                              | 4.6 (40,3)                              | 0.5 (32,9)                              | 7,8 (46)                                |
| Precipitații mm (inches)                   | 31.8 (1.252)                            | 29.9 (1.177)                            | 43.7 (1.72)                             | 57 (2.24)                               | 43.9 (1.728)                            | 57.6 (2.268)                            | 50.7 (1.996)                            | 41.4 (1.63)                             | 44.1 (1.736)                            | 42.6 (1.677)                            | 55.6 (2.189)                            | 42 (1.65)                               | 540,3 (21,272)                          |
| Umiditate [%]                              | 77.9                                    | 75                                      | 73.3                                    | 73.7                                    | 74.8                                    | 72.5                                    | 69.7                                    | 69.4                                    | 73.1                                    | 77.6                                    | 78.1                                    | 79                                      | 74,5                                    |
| Nr. de zile cu precipitații                | 13.5                                    | 11.3                                    | 11.9                                    | 9.3                                     | 6.9                                     | 6.2                                     | 4.7                                     | 3.3                                     | 6.5                                     | 9.6                                     | 8.9                                     | 11.5                                    | 103,6                                   |
| Ore însorite                               | 89.9                                    | 102.2                                   | 142.6                                   | 180.0                                   | 248.0                                   | 270.0                                   | 300.7                                   | 299.2                                   | 219.0                                   | 167.4                                   | 105.0                                   | 79.1                                    | 2.203,0                                 |
| Sursa nr. 1: Climatebase.ru                |                                         |                                         |                                         |                                         |                                         |                                         |                                         |                                         |                                         |                                         |                                         |                                         |                                         |
| Sursa nr. 2: Weather Atlas (sunshine data) |                                         |                                         |                                         |                                         |                                         |                                         |                                         |                                         |                                         |                                         |                                         |                                         |                                         |

## Demografie
Primele informații despre populația din Varna provin din Evul Mediu, când orașul a fost locuit de aproximativ 4000 de locuitori. Conform primului recensământ după eliberarea Bulgariei, populația din Varna este de 24.555 persoane (1881). Apoi orașul a fost cel de-al doilea mare în Principatul Bulgariei după Ruse.   După unificarea Principatului Bulgariei cu Rumelia Orientală, Varna a pierdut al doilea loc și de atunci a fost al treilea cel mai populat oraș din Bulgaria.
Astăzi, aproximativ 5% din populația țării locuiesc în Varna.  Conform recensământului național oficial în 2011 , populația a fost 334,870 de locuitori, ceea ce face orașul al treilea ca marime din Bulgaria , iar populația municipalității este de 343 704 de locuitori - a doua municipalitate cea mai populată din Bulgaria .
Potrivit datelor NSI la data de 31 decembrie 2015, Varna este populată de 334 466 de persoane, devenind astfel al treilea oraș ca mărime din țară.
Populația aglomerației din Varna este de 475 074 persoane. 
Varna este unul dintre puținele orașe bulgare cu creștere naturală pozitivă (4192 născuți / 3600 de persoane au decedat în 2009). 
Cartierul Primorski, cu 105 000 de locuitori, este al treilea cartier din Bulgaria, după Mladost și Lyulin din municipiul Sofia. 
| Varna | Varna                                   | Varna  | Varna  | Varna  | Varna   | Varna   | Varna   | Varna   | Varna   | Varna   | Varna   | Varna   | Varna   |
| --- | --------------------------------------- | ------ | ------ | ------ | ------- | ------- | ------- | ------- | ------- | ------- | ------- | ------- | ------- |
| An | 1887                                    | 1910   | 1934   | 1946   | 1956    | 1965    | 1975    | 1985    | 1992    | 2001    | 2005    | 2009    | 2011    |
| Populație | 25.256                                  | 41.419 | 69.563 | 76.954 | 120.345 | 180.633 | 253.039 | 302.816 | 308.601 | 312.889 | 312.026 | 320.837 | 334.870 |
| | Record demografic: 334.870 în anul 2011 |        |        |        |         |         |         |         |         |         |         |         |         |
| Surse: Institutul Național de Statistică, „citypopulation.de“, „pop-stat.mashke.org“, Academia Bulgară de Științe |                                         |        |        |        |         |         |         |         |         |         |         |         |         |

Notă: În tabelul și graficul de mai sus, populația este listată în mii.

### Grupuri etnice
Numărul și ponderea grupurilor etnice în funcție de recensământul populației în 2011 :
Componența etnică a orașului Varna
     Turci (2,99%)
     Bulgari (85,02%)
     Nicio identificare (10,02%)
     Altele (2,63%)

### Religii
Toate comunitățile religioase din Bulgaria sunt reprezentate în Varna .
Atât în oraș, cât și în împrejur există numeroase temple - atât ortodoxe ortodoxe armene, evanghelice, cât și alte religii răspândite în Bulgaria, adventism, islamism și budism.

### Temple religioase
| Biserică                                | Descriere | Imagine |
| --------------------------------------- | --- | ------- |
| Catedrala Adormirii Maicii Domnului     | La 9 noiembrie 1879 Mitropolitul Varnei și Preslavului, Simeon, convoca o convenție pentru alegerea comitetului de opt membri să aibă grijă de colectare a ajutoarelor pentru construirea unei biserici și o școală. Mai târziu - în 1880 (22 august) - după o doxologie prinț bulgar Alexandru I a pus piatra de temelie a Catedralei din Varna „Adormirea Maicii Domnului“. Catedrala a fost terminată în 1886. |         |
| „Sfântul Nicolae Făcătorul de Minuni“   | Construit cu donarea sătenilor de către cetățeanul rus Paraskeva Nikolaou, născut în Varna. Construcția templului împreună cu spitalul a început în 1859 și a continuat timp de unsprezece ani |         |
| „Sfânta Parascheva“                     | Construită în 1785, este a doua cea mai veche biserică din Varna. |         |
| „Adormirea Maicii Domnului“             | Cel mai vechi templu ortodox păstrat și funcțional din Varna. Datează din anul 1602. |         |
| „Sfânta Petka Bălgarska“                | A doua cea mai mare biserică din Varna. |         |
| „Sfântul Atanasie“                      | Vechea Mitropolie a orașului. A existat în Evul Mediu, dar clădirea de astăzi a fost construită în 1838 în locul altei biseerici mai vechi ce a ars. |         |
| Sfântul Dumitru                         | Construcția bisericii actuale a început în 1902, iar în anii următori corpul său principal a fost terminat. Turnul clopotnitei bisericii și curții au fost finalizate abia în 1939. |         |
| „Sfântul Sarkis“                        | Biserica Ortodoxă Armeană Sf. Sarkis |         |
| „Sfântul Andrei Botezătorul“            | Construită în anul 2006. |         |
| „Imaculata Concepție a Maicii Domnului“ | Biserica catolică " Imaculata concepție a Maicii Domnului " |         |
| Sfântul Arhanghel Mihail                | Capela catolică " Sf. Arhanghelul Mihail " |         |

## Politică

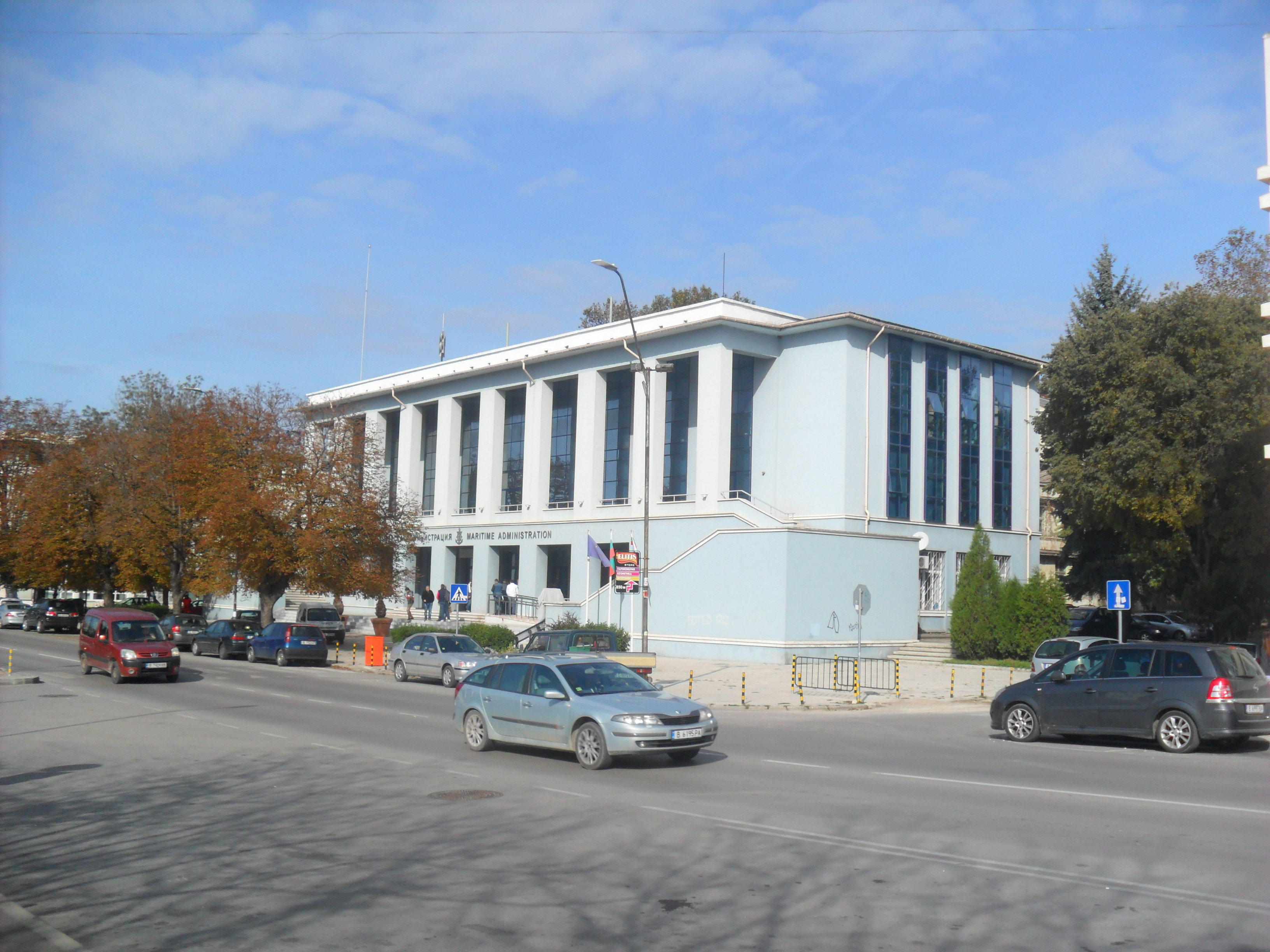
Administrația maritimă Varna

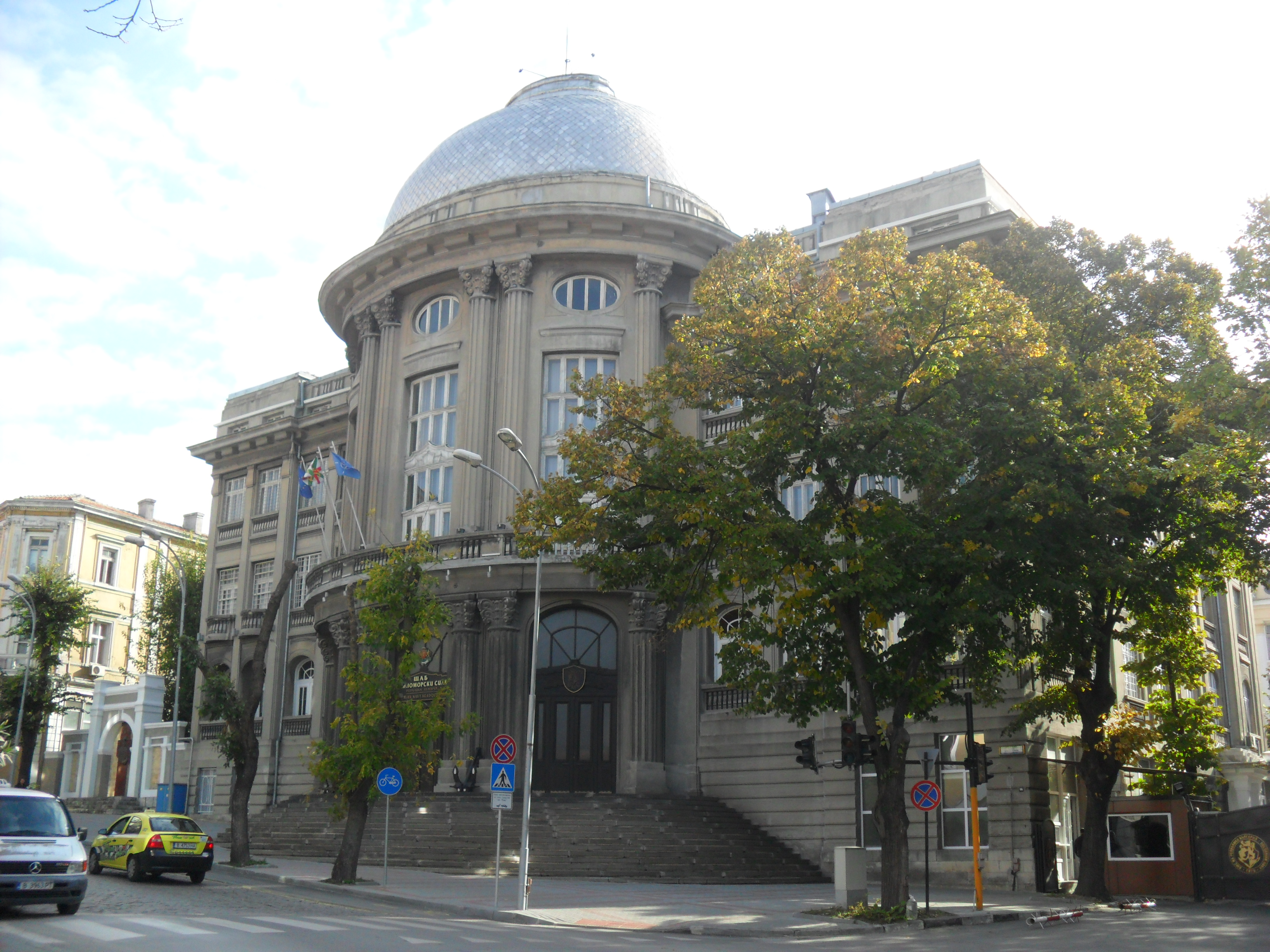
Amiralitatea

### Primarii Orașului Varna
De la schimbările politice și sociale din 1990 până în 2012, Varna a avut trei primari. Primul, Vojno Voynov, a fost numit temporar în 1990 și a condus orașul până la primele alegeri democratice din 1991, după căderea comunismului. În aceste alegeri, Hristo Kirchev a fost ales primar al orașului Varna, care a fost reales în 1995. La alegerile locale din 1999 candidatul BSP, Kiril Yordanov, a fost ales primar al orașului Varna. În următoarele alegeri din 2003 și 2007, a fost reales în funcția de candidat independent, susținut de alte partide, iar în alegerile locale din 2011 în calitate de candidat GERB. Cu cele patru mandate, el se numără printre primii guvernatori ai Bulgariei în istoria contemporană a țării. Pe 6 martie 2013, sub presiunea protestatarilor din Varna, Kiril Yordanov a demisionat. În alegerile anticipate din primăvară (7 iulie 2013), candidatul la funcția de primar al PP GERB Ivan Portenh a câștigat 51,41% din voturile cetățenilor din Varna. Candidatul pentru primarul Hristo Bozov a câștigat 48,59% din voturi. La 15 iulie 2013, Ivan Portenh promite și preia funcția de primar al orașului Varna.

### Consiliul Local

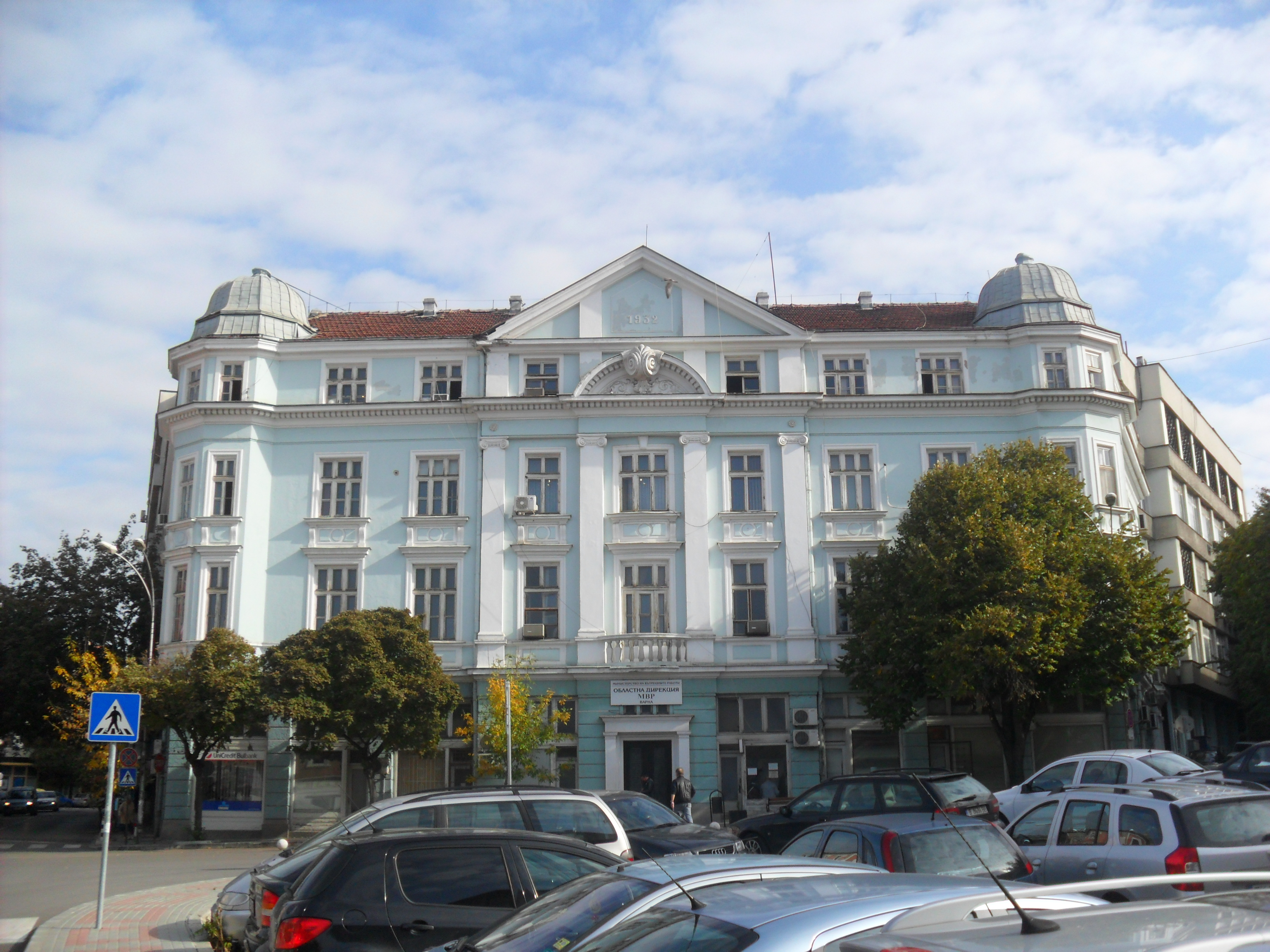
Direcția Regională a Ministerului de Interne

| Partid sau asociație | Partid sau asociație   | 2007 | 2011 | 2015 |
| -------------------- | ---------------------- | ---- | ---- | ---- |
|                      | GERB                   | 9    | 16   | 22   |
|                      | VMRO                   |      |      | 6    |
|                      | BSP                    | 9    | 8    | 5    |
|                      | Mișcarea Orașul Nostru | 6    | 3    | 0    |
|                      | RZS                    | 5    | 0    | 0    |
|                      | DPS                    | 4    | 3    | 2    |
|                      | Coaliția Albastră      | 3    | 3    |      |
|                      | Atac                   |      | 2    | 5    |
|                      | Varna Mâine            | –    | 4    | 0    |
|                      | alții                  | 15   | 12   | 11   |
|                      | În total               | 51   | 51   | 51   |

### Finanțe
În 2010, bugetul de la Varna a fost de 213,1 milioane de leva, iar în 2011 a fost de 203,7 milioane de leva. Pentru anul 2012 este de 186,954 milioane de lei 
Datoria totală a municipiului Varna din ianuarie 2012 este de 65 milioane de lei.

### Consulate
Există consulate din următoarele țări: Republica Cehă, Danemarca, Finlanda, Franța, Germania, Ungaria, Indonezia, Israel, Italia, Norvegia, Rusia, Africa de Sud, Spania, Suedia, Ucraina.

## Economie și infrastructură

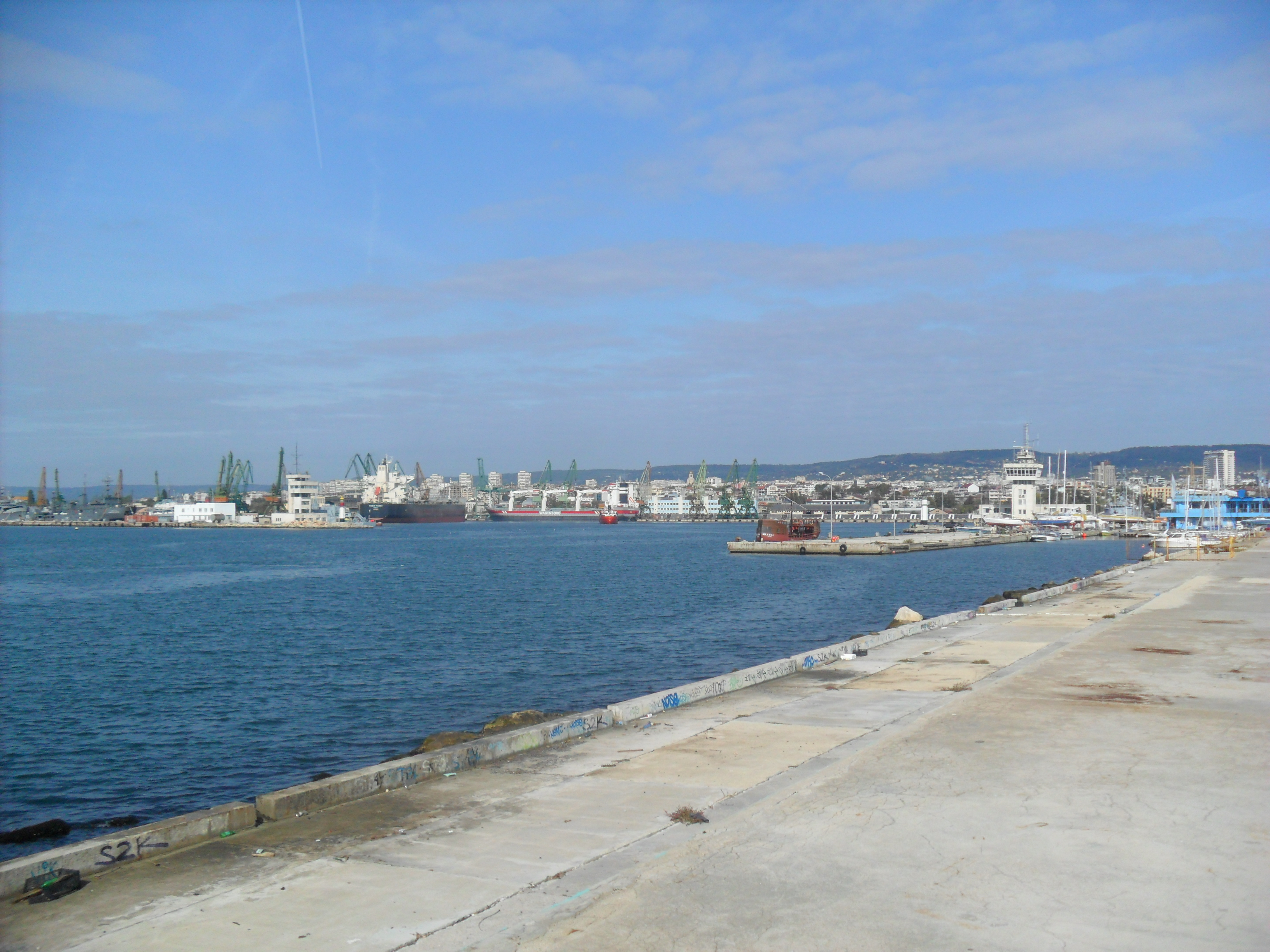
Portul Varna

Șomajul în Varna este la media țării. Cota sectorului privat este de peste 50%. Economia regiunii este bine reprezentată la nivel național printr-un produs intern brut de 5,4%. Întreprinderile mici și mijlocii sunt în principal în sectorul serviciilor.
- VAMO AD - producerea motoarelor cu ardere interna. Uzina a fost distrusă în toamnă și iarna în 2007;

- BulYard Shipbuilding Industry EAD  - fabricarea de nave;

- Eldom Invest  - producția de aparate electrice de uz casnic;

- Șantierul naval și Dockyard „Odessos“ - producția de nave și reparații în consecință.

- Druzhba Style AD - producția de confecții pentru femei și bărbați.

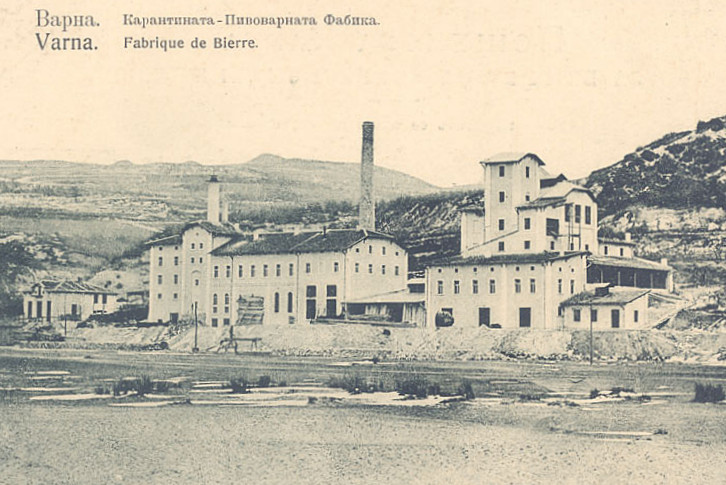
Fabrica de bere Galata - Varna în 1909

### Industria marină
Industria marină este o industrie caracteristică orașului. Companiile de piscine implicate în activități maritime. Mai mult de 12.000 de persoane sunt angajate în acest sector, reprezentând aproximativ 14-15% din veniturile generate de vânzările din economia municipală. Acestea sunt întreprinderi de construcții navale , reparații de nave , transport maritim, dragarea și întreținerea rutelor și facilități de transport și servicii conexe și activități - „Bulyard Shipbuilding Industry“ SA (fosta Santierul Naval Varna), șantier naval „Odessos“ SA, „Terem - FLOTS ARSENAL AD, Machinery Shipbuilding AD, MTG Delfin SA, "Fleet de construcții și tehnică" SA - Varna. Timp de peste 100 de ani de existență, în șantierul naval au fost construite peste 850 de naveȘi până la sfârșitul anului 2008 comenzile finalizate pentru 12 nave noi, inclusiv două noi în vrac, de tip „Supramaks“, sub licență de la compania japoneza IHI Marine Unite pentru compania turcă „Shiping Diller and Trading“. Dockyard „Odessos“ AD este cel mai mare și cel mai bine dotat din Bulgaria, situat pe aproximativ 320 de acri, cu un doc uscat pentru navele de până la 35 000 TRB și capacitatea de reparare a navelor de până la 150.000 tdw. "Mașini navale" AD fabrică diverse echipamente de navă (capacele de magazie, mecanismele de încărcare și punte, componentele direcției), ambarcațiunile de betonși structuri metalice cu un volum care depășește 75000 de tone. „MTG Dolphin“ AD este o întreprindere majoră de reparații navale și al construcțiilor navale de pe coasta de nord a lacului Varna, cu peste 700 de angajați și capabile de a pune o nave de andocare de până la 18.000 de tonaj brut, cheiuri și hale de producție cu macara modernă și alte echipamente. „Construcții și tehnică Flota“ SA - Varna are un plutitor macarale, drage, smukachki, fular și alte echipamente pentru a efectua dragare (construcție și întreținere) activități, extracția de agregate.
Un total de 73% din companiile din sectorul tehnologiilor informației și comunicațiilor din regiunea de planificare nord-est (peste 600 în număr) lucrează la Varna, în principal pe piața bulgară. Industria utilizează tehnologia tuturor generațiilor, prin modernizarea rețelei de comunicații rămase în urmă. Introducerea rețelelor de generația a patra (4G) și sisteme, TCP / introdus retele de protocol IP cu acces comun și VoIP-Servicii. Cererea de personal educat este în continuă creștere. Datele privind starea unităților comerciale pe teritoriul orașului Varna urmăresc direcția creșterii continue, atât în ceea ce privește veniturile din vânzări, cât și fondurile investite pentru achiziție și activele corporale pe termen lung dobândite. În structura economiei pentru anul 2006, cu cea mai mare pondere fiind marile companii, cu 90% din numărul total de întreprinderi, un total de 17 614. Companiile mici dețin 1651 de întreprinderi. Există 42% din toate întreprinderile mari care lucrează pe întreg teritoriul planificat pe teritoriul orașului Varna. Companiile mari au vândut în 2006 producția pentru 3 767 547 BGN. Acestea sunt, de asemenea, cei mai mari investitori din regiune. Activele pe termen lung au fost investite în valoare de 1 394 251 BGN. Microintreprinderile au ocupat locul doi în veniturile din vânzări, însă firmele mijlocii au o pondere mai mare în activele fixe. 

## Inginerie mecanică
Dimitar Ilchev, un renumit furnizor de automobile, a început producția de autobuze pe baza mașinilor Chevrolet în 1936 . Activitatea de producție se desfășoară la atelierul din raionul Asparuhovo. Inițial, vehiculele au fost numite omnibuse, autobuze. Autobuzele produse au servit în regiunea Varna în diferite linii și se deplasează de-a lungul liniei intercity Varna - Burgas
La începutul anilor 1990, constructorul britanic Rover a construit o fabrică de asamblare a mașinilor în capitalul nostru de pe litoral. Fabrica a fost deschisă în 1995 și este aproape de VAMO - uzina de motoare diesel. Situația economică complicată, care se încadrează producător și volatilitatea de pe piața auto, introducerea de mașini la prețuri mai mici, ceea ce duce la închiderea întreprinderii în septembrie 1995 de In total modelul Rover Maestro fabricat 2200 masini.

### Industria electronică
În Varna, în 1966 , compania de producție de radio din Varna a fost fondată pentru producția de sisteme de navigație și radare. 
În 1987 , a fost fondată Eldom. Compania produce aparate electrice de uz casnic.

## Comerț

### Centre comerciale mari

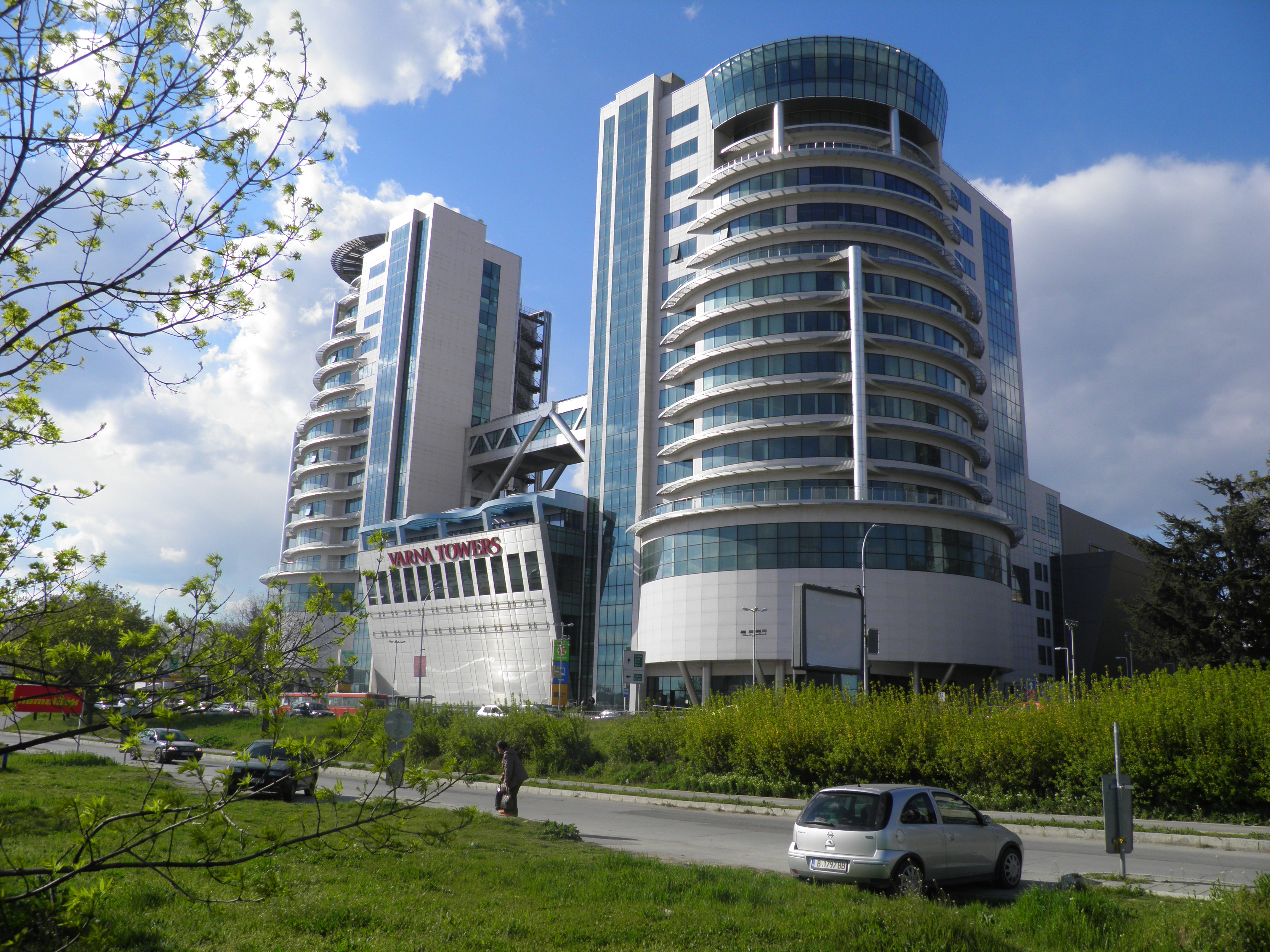
Mall Varna Towers

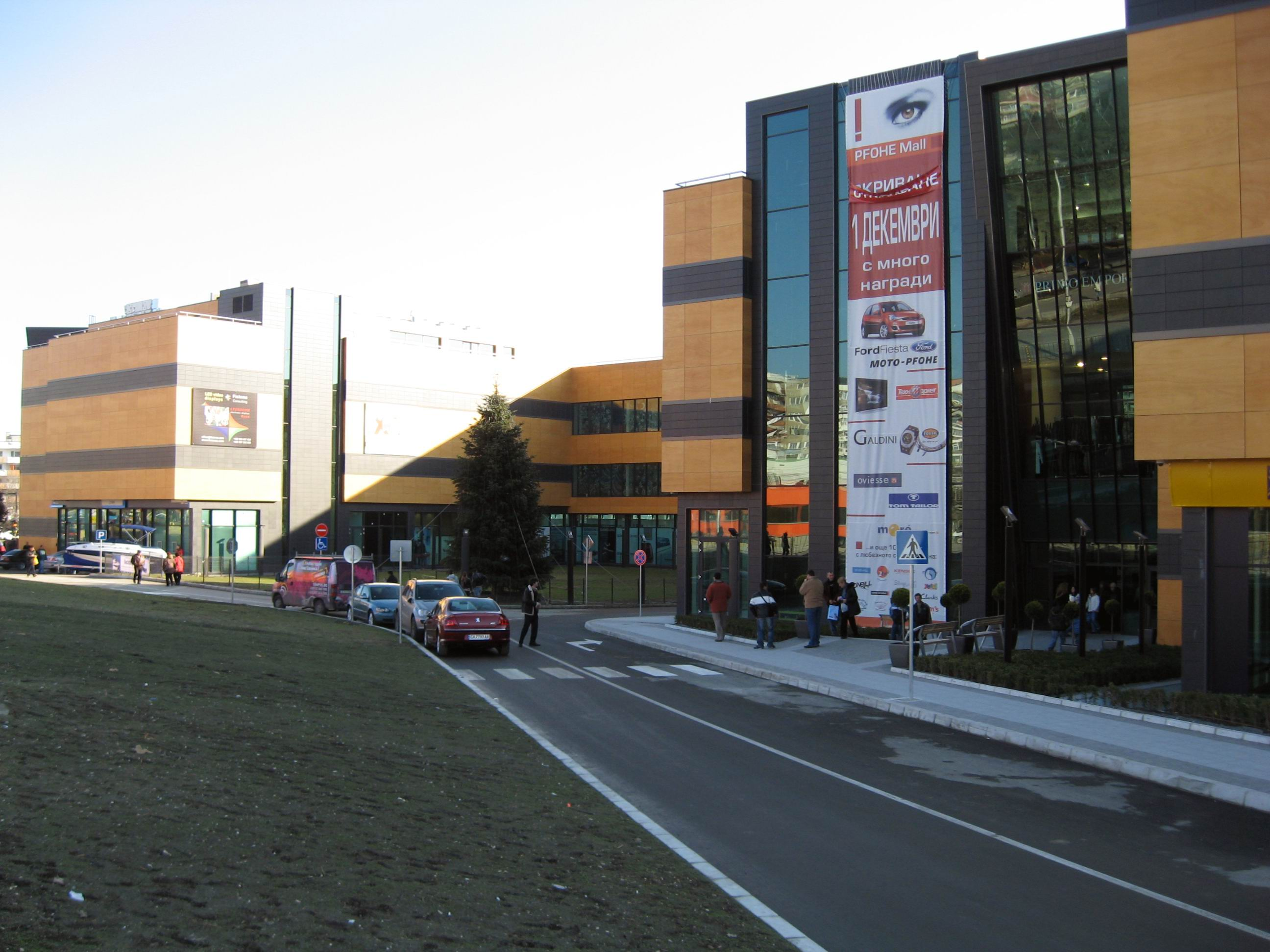
Pfohe Mall - primul mall din oraș

- Mall Varna
- Grand Mall Varna
- Mall Varna Towers
- Outlet Centre Varna
- Mam`s and Me Center Viva

### Alte centre comerciale
- Piața Varna
- Fullmax Centre
- Asparuhovo City Centre
- Piccadilly Park
- Palah Centre

### Piețe
Există mai mult de 15 piețe în Varna, inclusiv mai multe piețe centrale specializate în: fructe și legume - Piața Centrală (cooperativă), Piața "Chasovnika", Piața "Chataldja", Piața "Levski", piața de flori "Catedralata", piața de pește "Varna", precum și alte piețe mai mici din vecinătate. 

### Media
Astăzi, aproape toate radiourile naționale din gama VHF sunt prezente, unele dintre ele având știri locale. Radio Varna , fondat în 1933 și Radio Bravo (până în 2015, atunci când trece la Burgas Radio Network "Maya"). Cele trei televiziuni naționale au o prezență lungă, precum și alte canale de distribuție. Din Varna, BNT 2 difuzează al doilea canal regional al BNT 1 . Posturile locale sunt TV Varna și TV "Cherno More", a cărui audiență acoperă orașul Varna și toată Bulgaria de Est, precum și televiziunea Ariel TV, distribuită prin cablu.
Împreună cu presa scrisă națională, care au aplicații în regiune în ziarele regionale Varna de imprimare și reviste , cum ar fi Apelul , Afaceri naționale, Cherno More și ziarul More  și revista Sea World 
- Днес плюс – primul site de știri online din Varna de la 01.11.2001

- Морето.нет – știri online

- Варна24 – știri regionale

- Електронно списание LiterNet – portal pentru literatură

- заВарна.бг Arhivat în 18 decembrie 2014, la Wayback Machine. – totul despre Varna într-un singur loc

- АренаВарна – totul despre sport

- Варна Утре Arhivat în 9 octombrie 2017, la Wayback Machine. – știri online zilnice din Varna

- ovarna.bg Новините които парят – ultimele noutăți din Varna și din regiune

- chernomore.bg – agenție de știri

- NewsLine Новините от Варна Arhivat în 16 aprilie 2018, la Wayback Machine. – ultimele noutăți din Varna, regiunea Varna și Bulgaria

- Maritime.bg Морският портал – știri din industria maritimă din Varna și Bulgaria

- Rapan.bg Arhivat în 4 iunie 2016, la Wayback Machine. – știri din Varna și Marea Neagră

### Sănătate

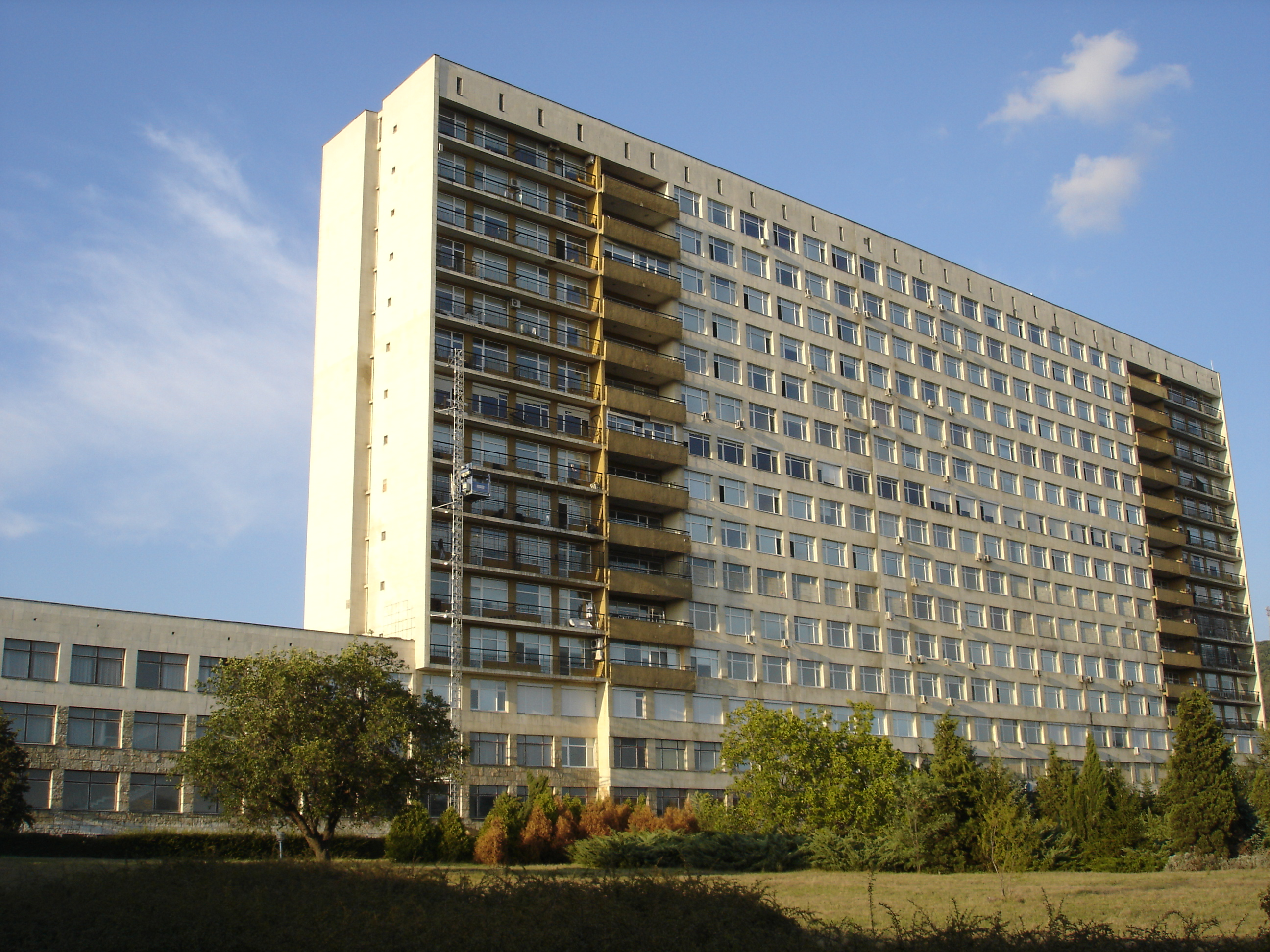
Spitalul Universitar Sfânta Marina

Varna este principalul centru medical universitar din Bulgaria de Est. Servește cu asistență de urgență și toxicologică regiunea Mării Negre de nord, precum și nord-estul Bulgariei. Are personal calificat din toate domeniile medicinei. Centrul pentru arsuri si intoxicatii se afla in Spitalul Naval, care este specializat si ca spital al NATO. Printre cele mai mari unități sanitare din Varna se numără "Sfânta Marina "- un bloc terapeutic pentru tratamentul multiprofil; „Sfânta Ana“, cunoscut și ca Spitalul Regional. Cel mai mare Spital de Oncologie din afara capitalei, psihiatrie, clinica de ochi și alte unități sanitare se află în Varna. Un spital de cardiologie este construit în oraș.

## Transport

### Auto
Coridorul Pan-European VIII trece prin Varna.  În oraș trece Autostrada A2 (Hemus) și Autostrada A5 (Cherno More), o parte din Coridorul Pan-European de transport 8 și drumul european E87 . Una dintre cele mai mari facilități de transport este Podul Asparuhov .

### Căi Ferate
Gara din Varna a servit prima linie feroviară din țară. Trenuri variate pleacă din stație - călători în satele Asparukhovo și Kardam și orașele Karnobat  , Burgas  , Dobrici și Șumen; - rapid spre Sofia, Plovdiv, Ruse și Plevna  ; - Accelerat rapid la Sofia.

### Aerian

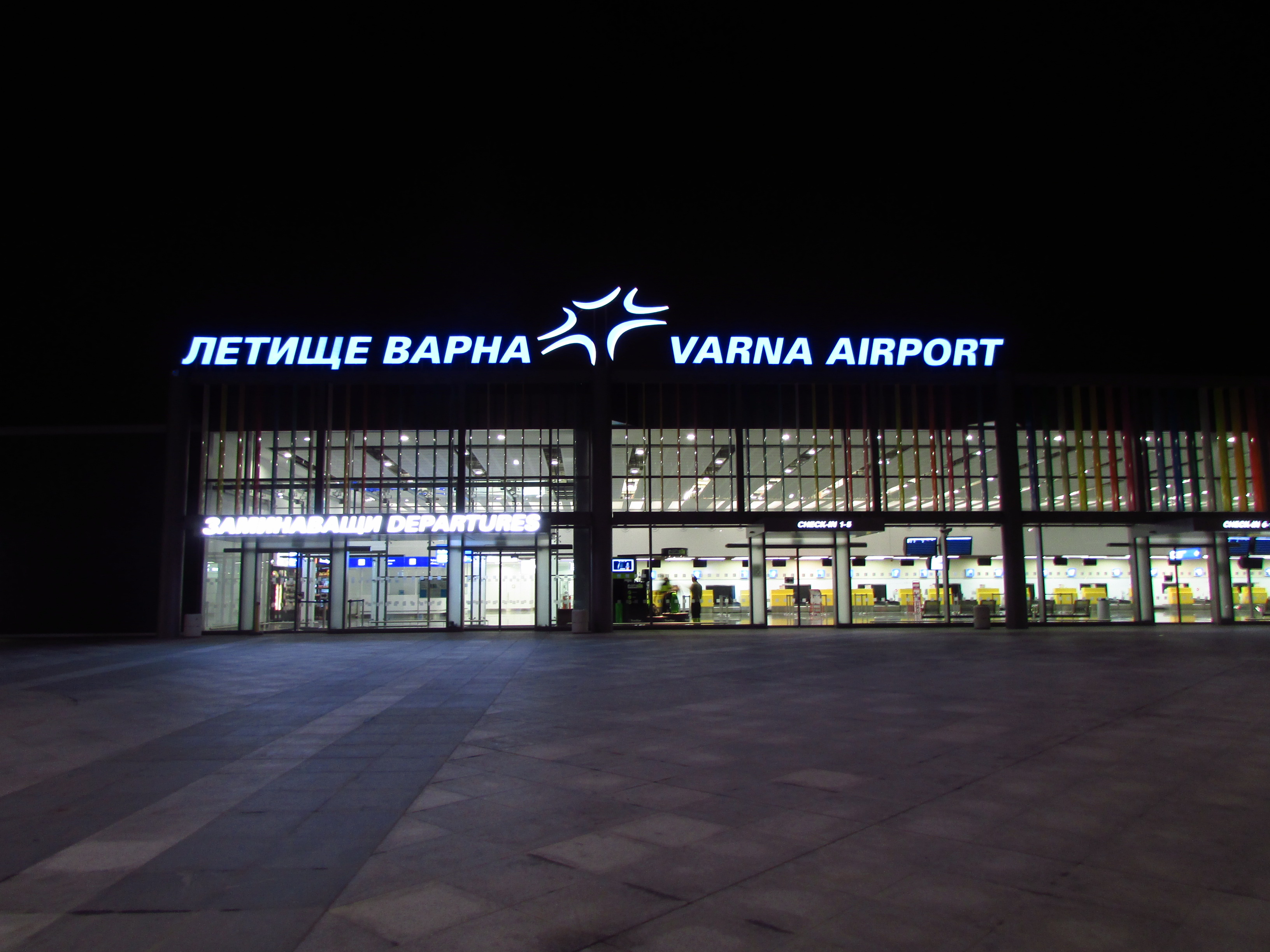
Vedere a Aeroportului Internațional din Varna noaptea

În vestul orașului se află Aeroportul din Varna - al treilea cel mai important aeroport din Bulgaria. Servește peste 65 de companii aeriene, care operează în peste 35 de țări. Aeroportul este unul dintre cele 4 cele mai importante. . În 2014, aproximativ 1,4 milioane de pasageri au trecut prin aeroport. Aeroportul are mai multe opțiuni de transport către oraș - o linie de autobuz; servicii de taxi și închiriere de mașini. Închirierea unei mașini oferă mai multe companii internaționale și o companie bulgară. O pistă complet renovată a fost deschisă în primăvara anului 2012, iar un terminal de aeroport 2 a fost deschis în 2013.

### Maritim
Portul din Varna în 2006 a deservit 31.650 de pasageri în curse interne și internaționale. Un total de 23 de nave de croazieră mari cu 9.200 de pasageri au vizitat Varna.

Portul Varna este situat pe malul Mării Negre, în apropiere de Varna (Terminalul Varna Est) și în interiorul lacului Beloslav, Devnya (Terminalul Vest). Este cel mai mare port din Bulgaria și are un total de 34 de șantiere navale, cu un tiraj maxim admis de 11,30 m. În 2011, au fost procesate 9,15 milioane de tone de mărfuri, care se află în fața Portului Burgas.

### Public

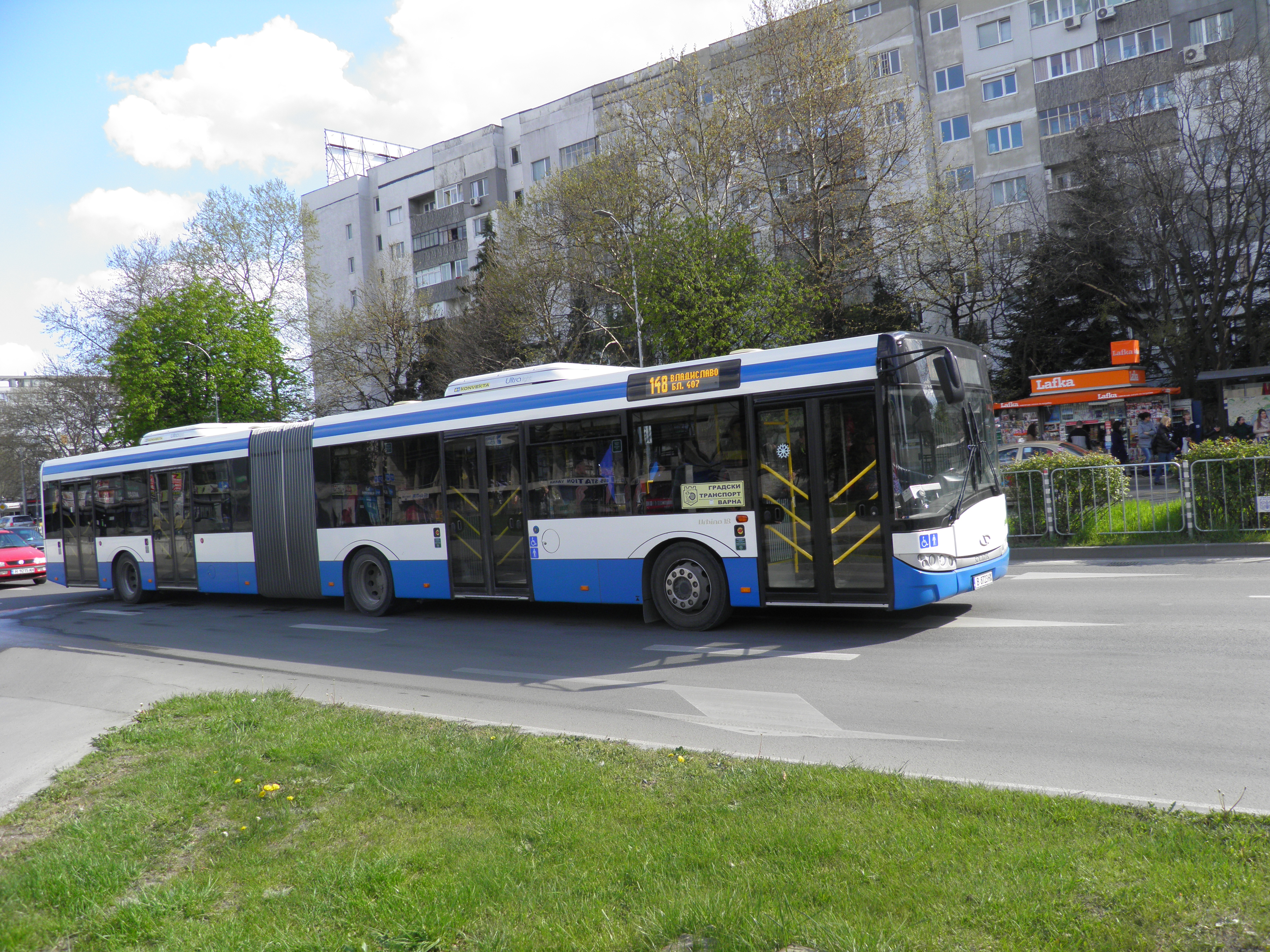
Linia 148

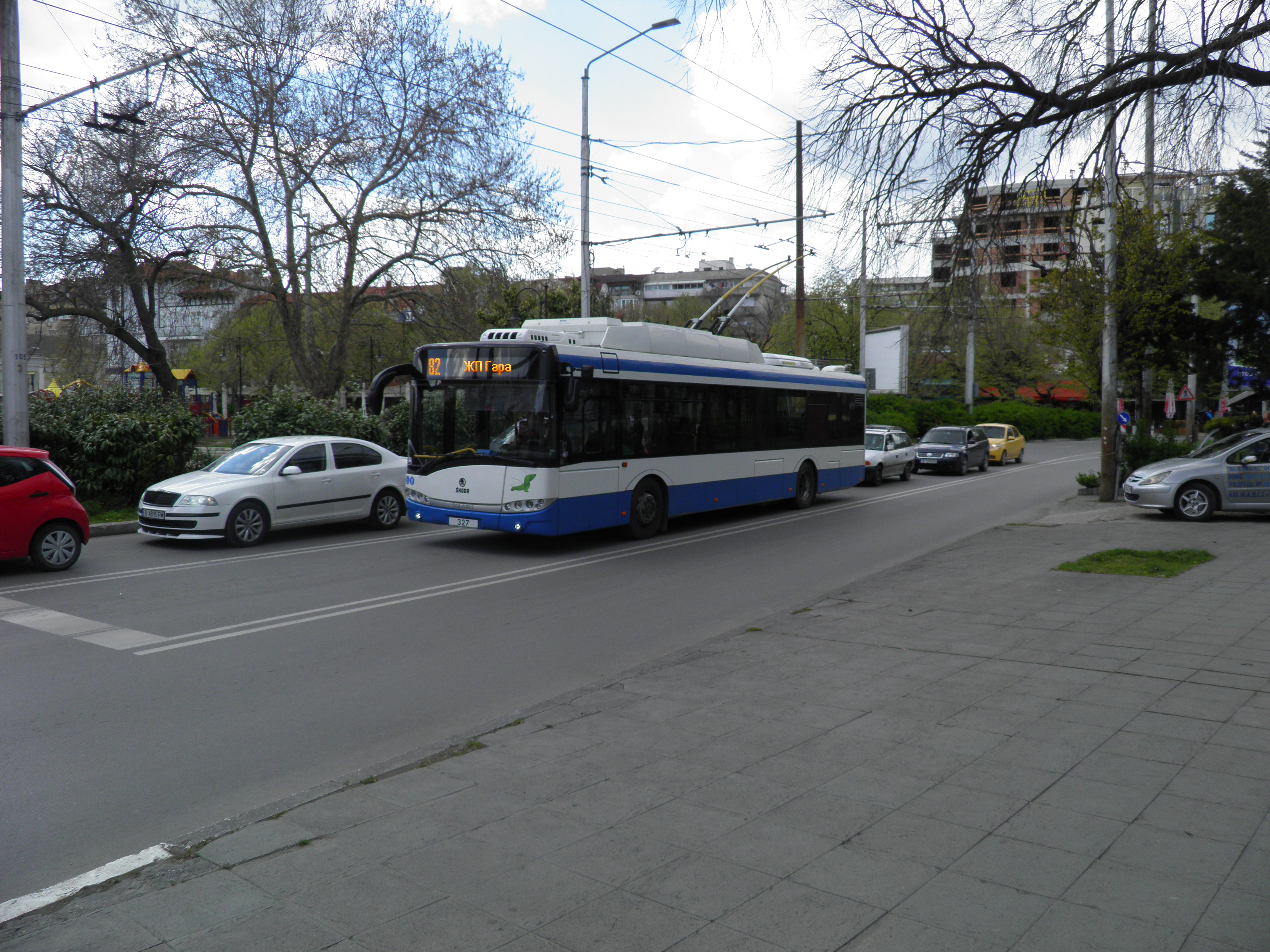
Troleibuz în Varna

#### Taxi
Există câteva mari companii de taxi din Varna: Omega Trans, Triumph, Lasia, Varna, Alpha și OK Trans.

## Știință și Educație

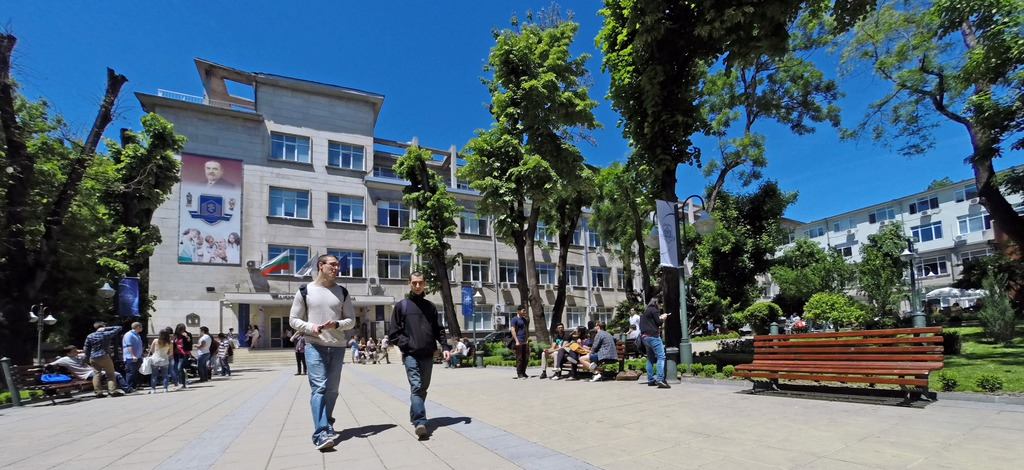
Universitatea de Medicina Varna

Varna este unul dintre cele mai importante centre universitare din țară cu opt școli superioare, unde sunt instruiți peste 30 000 de studenți:
- Școala navală superioară "Nikola Vaptsarov"
- Universitatea de Economie
- Universitatea de Medicină "Prof. Paraschev Stoyanov"
- Universitatea Tehnică
- Universitatea Liberă din Varna
- Colegiul de Turism
- Colegiul Medical
- Colegiul Tehnic
- Colegiul Profesional al VVMU "Nikola Vaptsarov" Varna

În 1920, în Varna a fost înființată prima școală comercială superioară din Bulgaria .  În Varna sunt situate și Institutul de Oceanologie , Centrul de hidro- si aerodinamica si ramura a Institutului de Meteorologie și Hidrologie la Academia Bulgară de Științe , Institutul resurselor de pescuit, Institutul de transport naval, Institutul de Construcții Navale și metal.

## Cultura

### Divertisment
Varna are Opera de Stat Varna, teatrul "Stoyan Bachvarov", teatrul de păpuși din Varna, precum și un teatru privat - Teatrul "Bulgaran". Cea mai mare sală de concerte din Varna se află în Centrul de Festivaluri și Congrese Varna. De asemenea, un reper în Varna este renumitul Concura Internațional de Balet Varna, unul dintre cele mai vechi pentru Europa de Est, care are loc din 1964. 

#### Opera de stat Varna
Opera de stat de la Varna a fost deschisă la 1 august 1947. Este situată pe piața principală a orașului. Începând cu anul 2000, Opera a organizat în fiecare an Festivalul de Crăciun și de Paști, iar din 2010 "Opera de Teatru de Vară". În fiecare an este organizat Festivalul Internațional de Muzică "Vara Varna". Opera de la Varna a interpretat în Iugoslavia, Cehoslovacia, Ucraina, Italia, Spania, Grecia, India, România, Egipt, Germania, Elveția, Austria. În 1999, Opera de la Varna sa unit cu Orchestra Filarmonicii din Varna și și-a continuat activitatea sub numele de Societatea Operațională și Filarmonică "Varna". Din 28 iulie 2010 Teatrul de Teatru Stoyan Bachvarov și Societatea de Operă și Filarmonică din Varna sunt unite în Centrul de Producție de Teatru și Muzică "Varna". După unificare, Teatrul de Dramă Stoyan Bachvarov își păstrează numele, dar Societatea Operațională și Filarmonică "Varna" se transformă în Opera de Stat - Varna..

#### Teatrul Dramatic "Stoyan Bachvarov"
La 26 martie 1912, primarul orașului Varna Ivan Cerov a pus piatra de temelie pentru o clădire de teatru de pe piața Nezavisimost. La 12 martie 1921 a fost deschis primul sezon de teatru cu piesa "The Instinct" de Henry Kestemecker. Spectacolele se joacă în sala "Saedinenie", acum scena "Sucursala", apoi anexa de lemn la turnul de ceas, executată la ordinul municipiului de către arh. Sava Dimitrievich, unde în afara spectacolelor de teatru se găsesc și fragmente de seri literare și muzicale și concerte. În 1927, comunitatea din Varna a reluat ideea unei noi clădiri de teatru și a susținut financiar construcția cu o campanie de donare. În mai puțin de o lună, se colectează 1 milion de leve. Organul de conducere al Cooperativei Naționale de Teatru împrumută 2 milioane de lei. În proiectul arh. Nikola Lazarov a participat la o anumită etapă de construcție și arc. Dabko Dabkov. Întreaga construcție a fost finalizată de arhitectul orașului Zhelyazko Bogdanov în 1932. În 1947, noua clădire a adăpostit opera recent creată .

#### Teatrul de Păpuși de Stat Varna

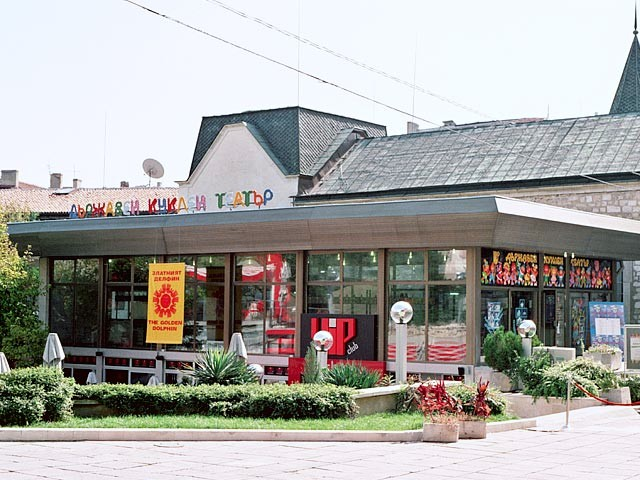
Teatrul de Păpuși de Stat Varna

În 1951 Varna publică invită păpușar celebru, designer si regizorul George Saravanov, el a pus bazele teatrului de păpuși la Plovdiv (1948) pentru a stabili un teatru de păpuși în oraș. El a răspuns, a sosit în Varna și creează în calitate de trupa de artiști începător, dintre care unii au absolvit școala de muzică.
În august 1952, în sala veche a teatrului „comuna Varna“ joacă piesa de teatru de păpuși „Rățușca“ de Nina Gernet și Tamara Gurevich cu păpuși care Saravanov făcut singur. Păpușile sale unice de la primele spectacole se păstrează în Teatrul de Puppets la Teatru. Interesul și bucuria cu care spectatorii tineri privesc spectacolul arată necesitatea artei marionetă în viața culturală a orașului Varna. Imediat după succesul Modelului, teatrul a devenit un institut cultural la Consiliul Poporului. Prima clădire stabilit pentru teatru este situat pe Bulevardul. „Varnenchik“, în spatele oficiul poștal din fosta școală mese libere în depozit pentru cereale. La 12 iulie 1985, prin eforturile depuse de directorul Yordan Todorov, teatrul intră într-o clădire nouă în centrul orașului - un monument arhitectural valoros.

#### Teatrul "Bulgaran"
Teatrul "Bulgaran" este primul și singurul teatru privat profesionist al hărții culturale din Varna și nord-estul Bulgariei. Prima prezentare a proiectului Bulgaran, a avut loc în 2005, în clădirea Clubului Naval din Varna, în cazul în care astăzi pe deplin propriul echipament de sunet, lumini si scena este construita sala de teatru.
Pe scena teatrului sunt prezentate atât spectacole proprii, cât și invitați. În plus față de o scenă deschisă, Teatrul bulgar de balet este un coproducător de producții de șapte etape. Până în prezent au fost patru producții, o serie de teatru și patru spectacole pentru copii cu echipe profesioniste de regizor și de actori . Teatrul „Bulgaria“ nu numai interpretează dramaturgiei contemporane, dar, de asemenea, formează un spațiu unde începătorii de teatru sunt capabili să creeze și să dovedească-te. În spectacole de teatru juca peste 60 de actori, inclusiv Mutafova, Hristo Mutafchiev, Valentin Tanev, Kamen Donev, Assen Blatechki, Yana Marinova, Plamen Sirakov, Gerasim Georgiev, Maria Sapundjieva, Ion Bukovska Krasimir Rankov, Sarah Yanorova Marius Kurkinski Marius Donkin, Elena Petrova și alții. De asemenea, Teatrul "Bulgaria", astfel de lucru cu teatre dramatice de Sliven, Gabrovo, Haskovo, Plovdiv, Haskovo, Pazardzhik.
De asemenea, are propriul studio de înregistrare care asigură performanțele tehnice.

#### Clubul Naval Varna
Clubul Militar din Varna este numit Club Naval (VMK). Situat într-un punct cheie în centrul orașului, la Oficiul Poștal Central și Catedrala - Memorialul „Sf Adormirea Maicii Domnului“ de la începutul Bulevardului „Varnenchik“.. La început a fost numit Clubul Ofițerilor și după 09 septembrie 1944 numit Casa Poporului armată. În 1951 a fost redenumit Casa Marinei Poporului, așa că astăzi este, de asemenea, cunoscut sub numele său vechi NZP. Din primăvara anului 1992, a fost numit Clubul Naval.
A fost construit în stil renascentist 1897-1899 primul etaj a constat din biroul sediului CO militar, ofițerii mizerie, magazin, magazin și farmacie. La etajul al doilea a existat o bibliotecă, săli de bal mari și mici, iar la etajul al treilea și tavan - camere de hotel. Clubul a fost deschisă oficial pe 31.12.1899, minge de Anul Nou primul ofițer. Rapid a devenit unul dintre centrele culturale și educaționale în centrul Varna și ofițerii garnizoanei. Din 1980-1983 clădirea a fost reconstruită și extinsă cu o nouă parte construită în stilul vechi. Astăzi, Clubul Naval are o sală de ședințe, o sală de curs, o bibliotecă,
În anul 2016 clădirea a fost restaurată prin lucrări de construcție și asamblare pe fațadă, tamplarie și acoperiș. Acum Clubul Naval are un teatru cu 350 de locuri, o sala de concerte cu 120 de locuri, sala de conferinte, sala de conferințe, săli de curs, expoziții și jocuri de camere, biblioteca, restaurant, bar și hoteluri cu 9 apartamente si 22 camere. În clubul militar există o bucătărie socială care oferă un prânz cald pentru victimele războiului, soldații pensionari și veteranii.
Clubul de lucru în mod activ cultural-artistice și artistice de amatori de opt formațiuni - Ansamblul „Ritmuri Folk“, compoziția vocal-instrumental „briza mării“, se vor interpreta piese populare de studio „Da“, formarea muzicală și artistică „Palatul“ grup vocal „Priboi ", Clubul de dans" Marina ", clubul de dans Odessos Dance 1975 și ansamblul de teatru" Veselí moment ". Clubul Naval este unul dintre cele mai mari centre culturale și de informare și una dintre cele mai remarcabile clădiri din Varna. ,

#### Festivalul și centrul de congrese

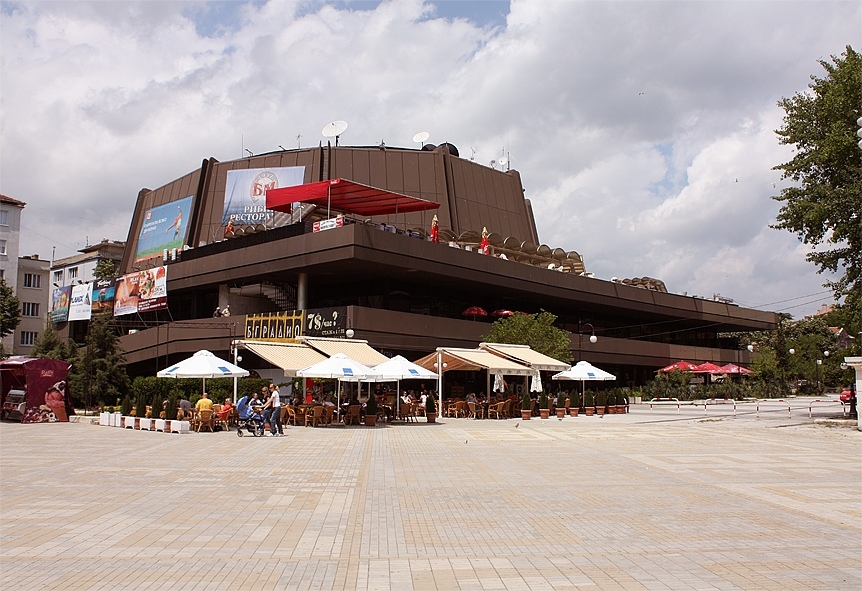
Festivalul și Centrul de Congrese, vedere de la Grădina Mării

Festival și Congress Center - Varna (FCC) a fost deschis în 1986. Încă de la începuturile sale , aceasta sa stabilit ca centrul de cele mai prestigioase evenimente locale din domeniul artelor și culturii. Acolo, în afara evenimentelor și festivalurilor artistice, întâlniri științifice, seminarii, diverse companii își sărbătoresc sărbătorile anuale. FCC este co-organizator al Festivalului Internațional de Film "Dragostea este Folly", Festivalul Bulgar de Film „Trandafirul de Aur”, Festivalul de film european coproducții Festivalul Internațional de Muzică "Varna Summer", Varna Festivalul de Teatru, Corul International Competition mai, concursul International de Balet - Varna, Festivalul European de Muzică, Crăciun și Salonul Artelor Mai, Internaționale a Copiilor Festivalul de Arta „mare Constellation - soare, tineri, frumusețe“. Clădirea Centrului de Festival și Congrese este în imediata apropiere a intrării în Grădina Mării.

#### Palatul Culturii și Sportului și Teatrul de Vară din Varna

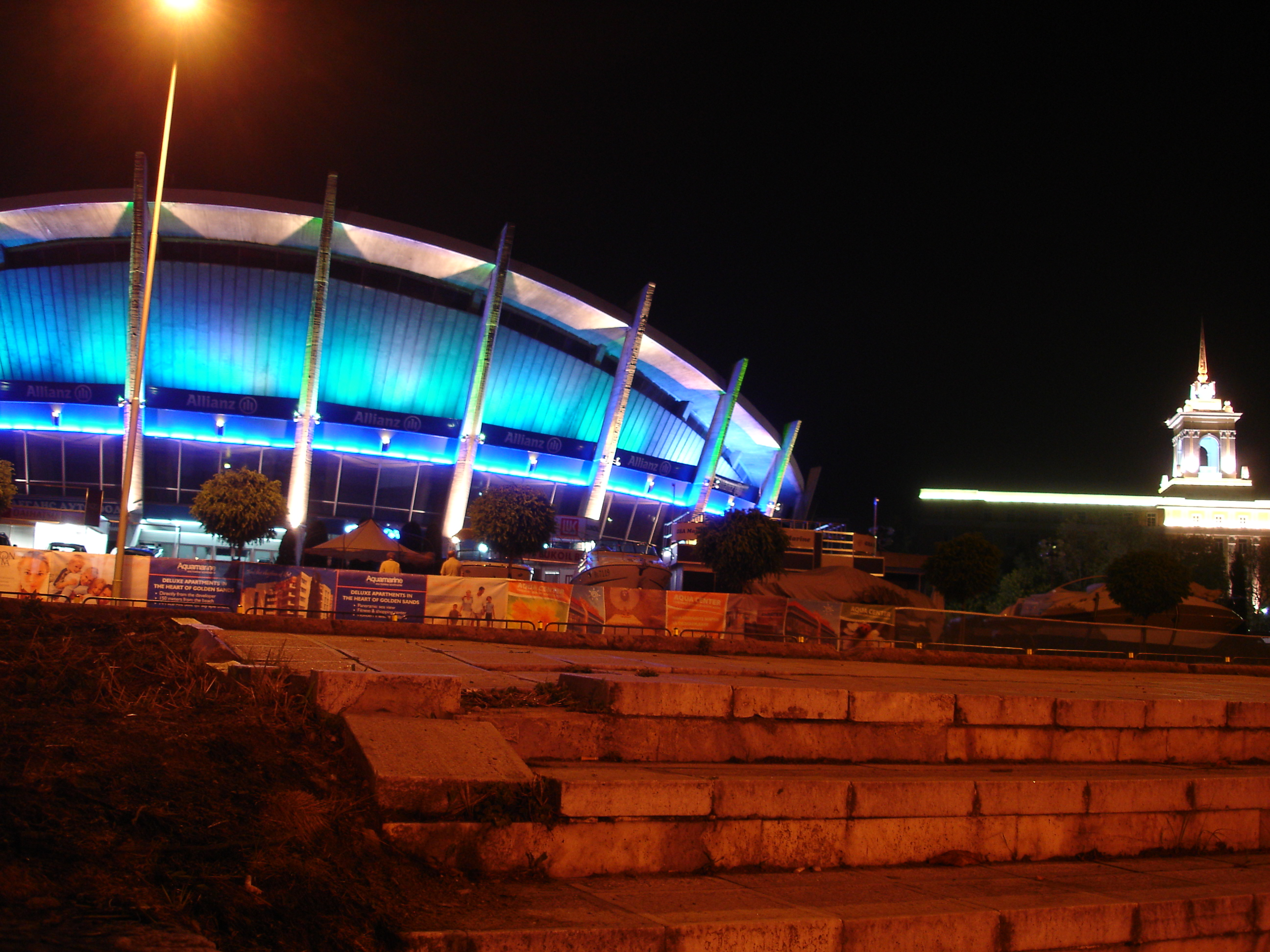
Palatul Culturii și Sportului, vedere de noapte

Palatul Culturii și Sportului din Varna este un complex pentru evenimente de congres, cultural și sportiv. Are 6 săli, un centru de recreere, o sală de gimnastică, un centru de presă, un centru comercial modern. Centrul sportiv și de recreere este dotat cu saune, tangentoare. Palatul are un centru comercial cu oportunități de recreere și timp liber de petrecere a timpului liber.
Teatrul administrativ de la Palatul Culturii și Sportului este, de asemenea, Teatrul de Vară din Grădina Mării. În cadrul Teatrului de vară sunt organizate evenimente naționale și internaționale.

#### Scoala Nationala de Arta "Dobri Hristov"

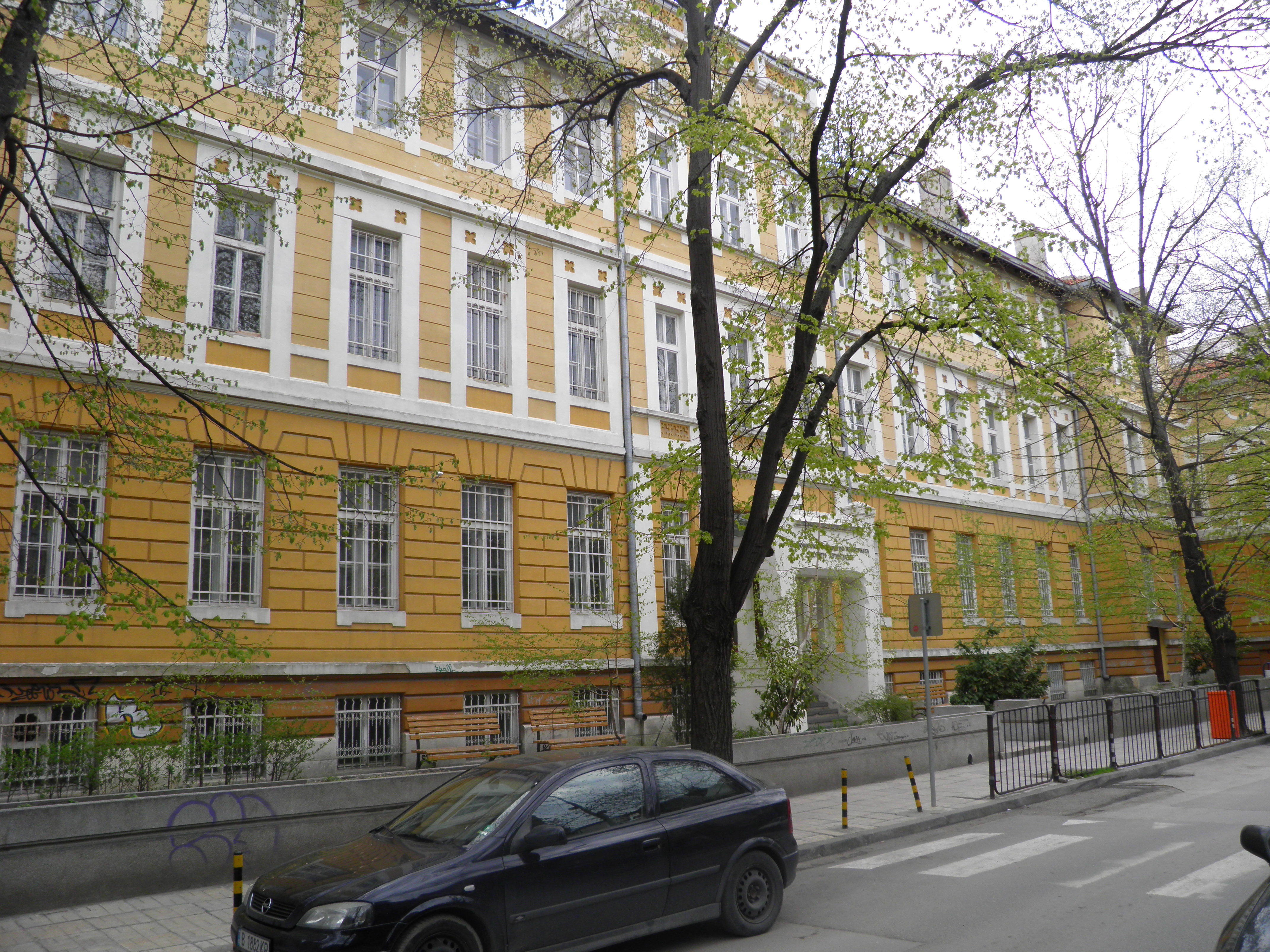
Școala de Artă Dobri Hristov

A fost fondată ca o școală de muzică în 1944 și este primul Institut de Stat de Muzică din Varna. În 1956, școala a primit numele de pedagog de muzică, critic, compozitor, academician Dobri Hristov. Absolvenții școlii sunt dirijori, compozitori, cântăreți, artiști de concert, muzicologi, muzicieni, profesori universitari, profesori muzicale și de balet, artiști de balet. Clădirea școlii "D. Hristov "este un monument al culturii, proprietatea statului public al Ministerului Culturii . Din ianuarie 2004, a fost distins cu Școala Națională de Arte, care este prima școală națională non-națională.

### Edituri
- Editura Steno
- Editura Zograph
- Editura Slavena

- Maritim World Publishing

### Galerii

#### Galeria de artă Boris Georgiev
Galeria de artă Boris Georgiev este situată în clădirea fostului liceu pentru bărbați. A fost construită la sfârșitul secolului al XIX-lea și a fost păstrată în tradiția arhitecturii neogotice. Galeria de Artă a fost instituită prin Protocolul din 12 ianuarie 1944 de către Adunarea Generală a Asociației Artiștilor din Varna. Printre fondatori se numără Kiril Shivarov, Konstantin Shtarkelov, Alexander Djakovich. Galeria de artă Boris Georgiev este un co-organizator și partener în proiecte internaționale în domeniul artei contemporane, efectuarea unui schimb de expoziții, ateliere de lucru și simpozioane, specializări creative și vizite ale grupurilor și artiști individuali. Galeria găzduiește Bienala Internațională de Grafică, co-organizator al Festivalului de artă din august. În sala de la etajul superior, al treilea, organizează concerte în programul Festivalului Internațional de Muzică „Varna Summer“, teatru, spectacole de moda.

#### Alte galerii
- Centrul de festivaluri și concerte – Варна
- Galeria „Grafit“ [62]
- Галерия „Cavalet“[63]
- Galeria de Artă „Largo“[64]
- Galeria „Le Papillon“[65]
- Galeria Evei [66]
- Galeria 8[67]
- Galeria de „artă activă“[68]
- Galeria „De la ea“[69]
- Galeria „Bulart“[70]
- Galeria „Bulgari“[71]
- Galeria de Artă „Sfântul Luca“[72]
- Galeria 10[73]
- Galeria „Contemporary Space“[74]
- Galeria de Artă „NavalArt“[75]
- Galeria „FaF“[76]
- Galeria „Art Sensation“[77]
- Galeria „As-art“[78]
- Galeria „Tedi“[79]
- Galeria ezoterică „Universum“[80]
- Galeria „Zograph“[81]
- Galeria „Тео“[82]
- Galeria „Yuka“[83]
- Galeria de Artă „Areta“[84]
- Galeria „Tageya“[85]
- Galeria de Artă „Marconi“[86]
- Galeria „Arhanghelul Mihai“[87]
- Galeria „Viva“

### Cinematografie
- Cinema Arena Mall Varna
- Cinema Arena Grand Mall Varna
- Cinema „Bulgaran“

### Filme filmate în Varna
- Marea Victorie (1972)
- Comandamentul fatal (1979)
- Vasco da Gama din satul Rupcea (1986)
- Cineva la ușă (1987)
- Farmec periculos – cu Todor Kolev
- Combin (1982) –  cu Ivan Ivanov și Vanya Țvetkova
- Ca un cântec
- Marele șarpe
- Invincible 3 (2013)

### Evenimente regulate
De asemenea, Varna este cunoscut pentru sărbătoarea hip-hop tradițională din Bulgaria "Julia Mornings" , care a apărut în timpul regimului socialist . În fiecare vară pe 30 iunie la 1 iulie grupuri mari de oameni se adună la digul din Varna (în ultimii ani și în alte locuri din toată coasta ) pentru a se întâlni cu soarele , care se ridică deasupra mării .

### Sport

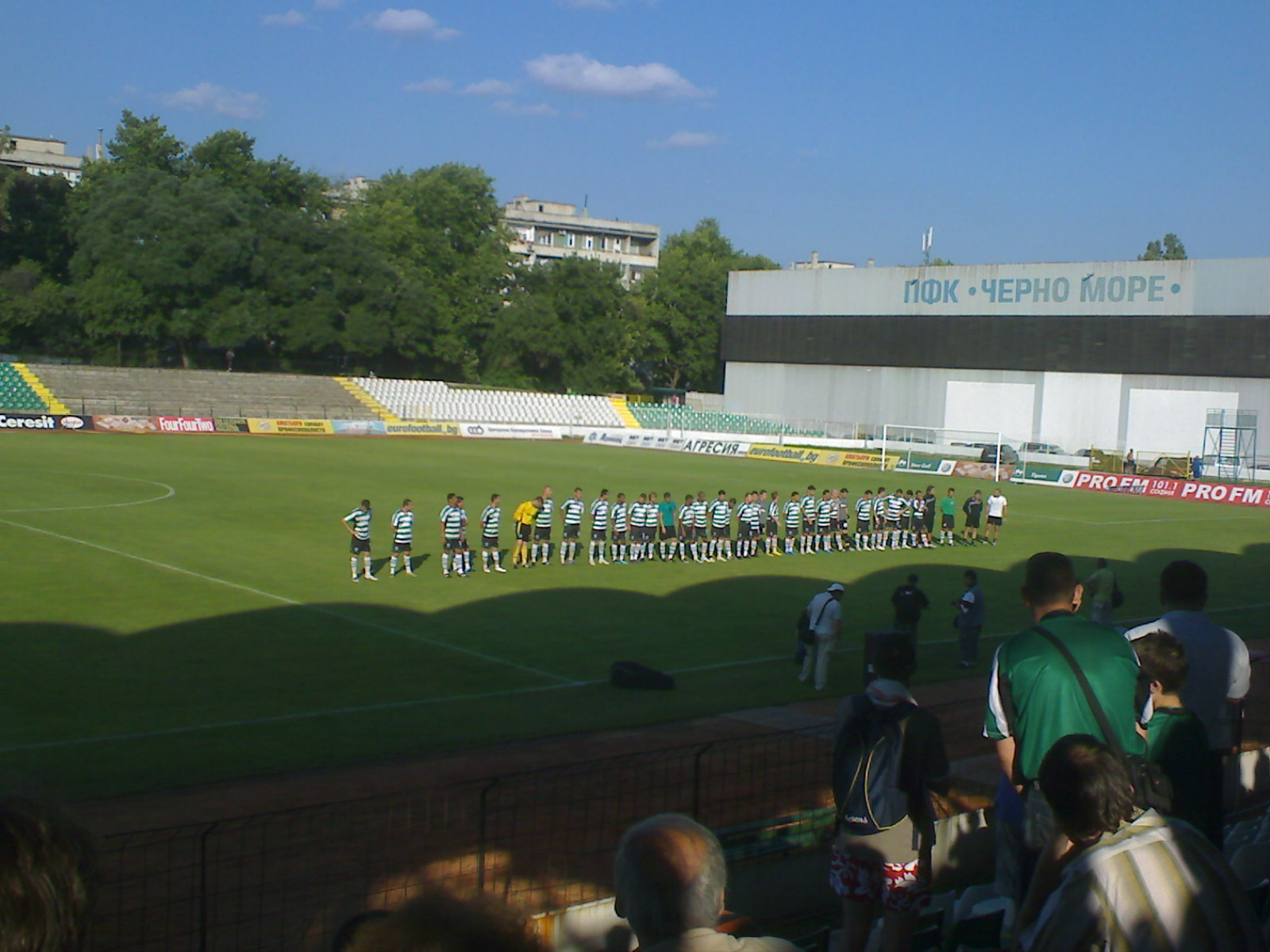
PFC Cherno More

Orașul are mulți ani de tradiție în sport. Există mai multe stadioane de fotbal, inclusiv PFC Cherno More și PFC Spartak. Stadionul urban "Yuri Gagarin", al cărui nume va fi schimbat în "Varna", trece printr-o reconstrucție completă. După finalizarea noului stadion, se așteaptă ca stadionul să îndeplinească toate cerințele UEFA și să fie cel mai modern din Bulgaria. În mod tradițional, echipa națională de volei din Bulgaria joacă la Varna. Patru ligi consecutive au avut loc în Palatul Culturii și Sportului . În ultimii ani, orașul a devenit un centru pentru volei. În mod repetat Varna a găzduit evenimente sportive , cum ar fi Campionatele Mondiale de gimnastica ritmica în 1969 și în 1987 campionatul național de karate „Kyokushin“. Există cluburi de tenis, baschet, înot, baseball, box, culturism, tir cu arcul, călărie, ciclism, karting, orientare sportivă.

#### Cluburi sportive
- PFC Cherno More Varna
- PFC Spartak
- Clubul de baschet „Cherno More“
- Clubul de volei „Cherno More BASC “
- Clubul sportiv Perun (volei)
- Clubul de handbal "Spartak"
- Clubul de sporturi nautice "Comodor"
- Clubul de sporturi nautice "Drăzki"
- Rugby Club "Varna"
- Clubul de tenis "Cherno More-Elite"
- Club de sporturi de gheață
- Clubul sportiv „Raketlon“ (badminton)
- Спортен клуб по бадминтон „Елит“
- Clubul sportiv Triathlon
- CBSC "Titans" (baseball)
- Clubul de înot "Albatros 2001"
- Clubul de yoga "Mare"
- Clubul de yoga „Swarodaya“
- Dojo КаySеyКаn – Varna (kendo/scrimă japoneză)
- Clubul sportiv de yoga „Kolobar“
- Veloclubul „Ustrem“
- Clubul sportiv Argus (Kick Boxing)
- Clubul de înot "Varna"
- Clubul de sporturi nautice „Cherno More 1948"
- Clubul de sporturi nautice „Aqua sport"

#### Facilități sportive

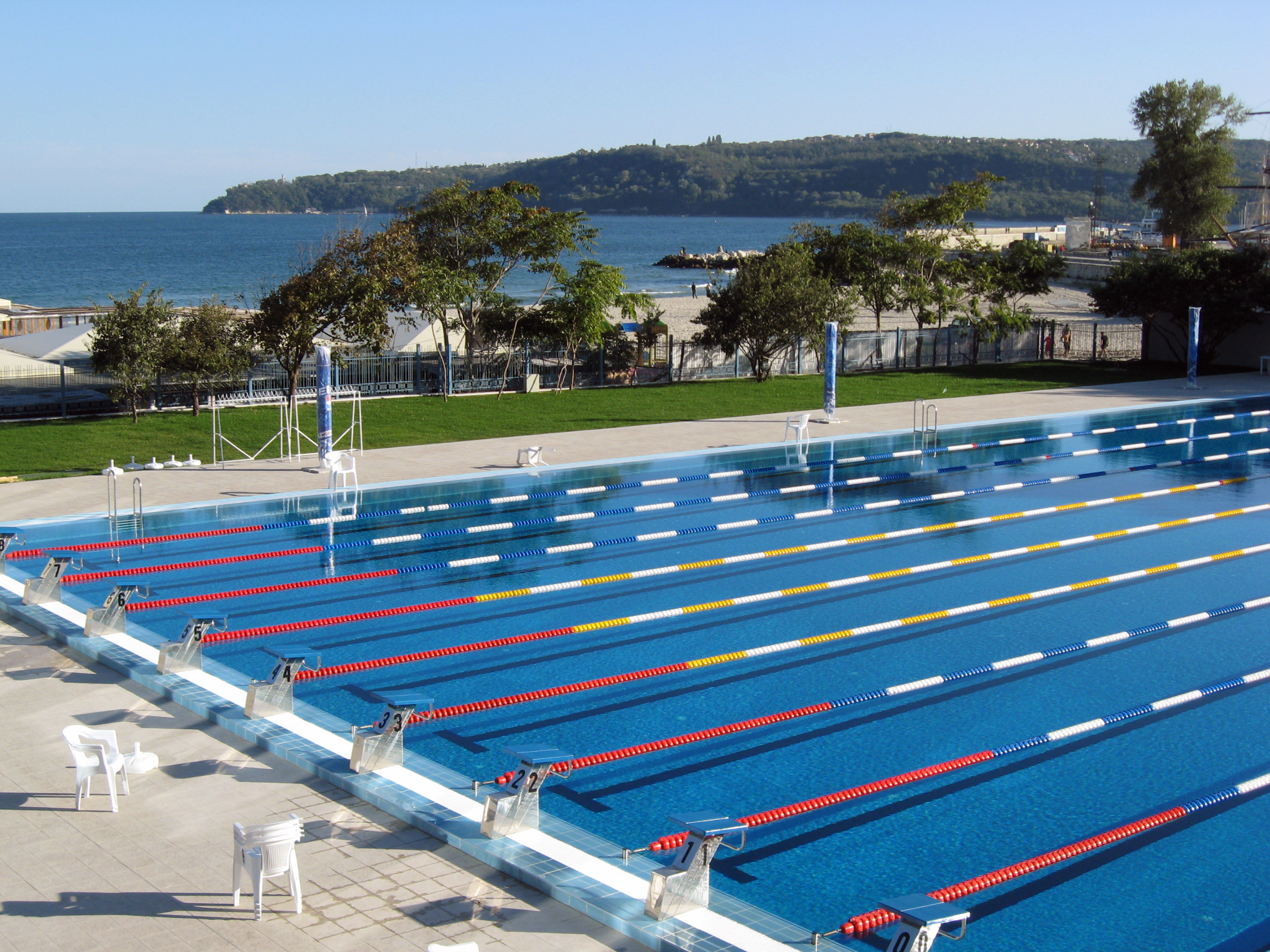
Piscina olimpică renovată din cartierul "Primorski"

- ОSRK „Мladost“ (2 fotbal, 1 volei, 1 teren de baschet, pista de atletism, sala de tenis de masă și badminton (în construcție);[88] patinoar, sala de squash, teren de golf, parc skateboard - ul, loc de joaca pentru patine; perete pentru alpinism, loc de joacă pentru copii, cinema de vară)[89]

- ОSC „Grădina Mării“ (1 fotbal, 1 teren de volei, 1 teren de tenis)[90]

- ОSC „Parcul Asparuhov“ (2 fotbal, 1 volei, 1 teren de baschet)[91]

- ОSC „Chayka“ (1 fotbal, 1 teren de baschet)[92]

- SC „Universitatea Tehnică“ (1 fotbal –  mărimi standard, 3 fotbal, 1 teren de baschet)[93]

- Stadionul "Grand Sport Arena"

- SC „Trinity Park“ (1 fotbal, 1 volei, baschet 1, 1 teren de handbal, terenuri de joacă pentru badminton și futsalul, 1 teren de tenis, o sală de scrimă)[94]

- SC „Prostor“ (terenuri de tenis, fotbal, volei, baschet și handbal)

- SC „Lokomotiv“ (stadion de fotbal + 3 terenuri de fotbal, pista de atletism)[95]

- SC „Spartak“ (stadion de fotbal + 2 terenuri de fotbal)[96]

- SC „Chudite Skali“ (perete de alpinism)

- Stadionul „Varna“ (în construcție)

- Stadionul „Ticha“

- Stadionul „Vladislavovo“ (în reconstrucție)

- Complexul de înot „Primorski“ (2 piscine în aer liber, un interior (în construcție[88] fitness & spa)

- Complexul de înot „Mladost“

- Bazinul „Delfin“

- Baza de agrement „Asparuhovo“

- Hipodromul „Vinița“

- Palatul Culturii și al Sportului

## Atracții turistice
Orașul face parte din cele 100 de obiective turistice naționale ale BTS cu Muzeul Arheologic (Varna) și Muzeul Naval .

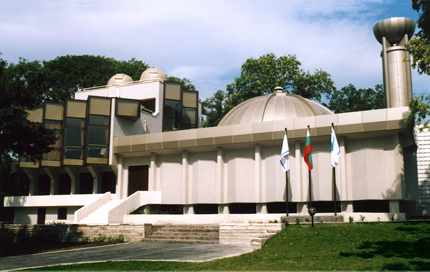
Observatorul Astronomic și Planetariul
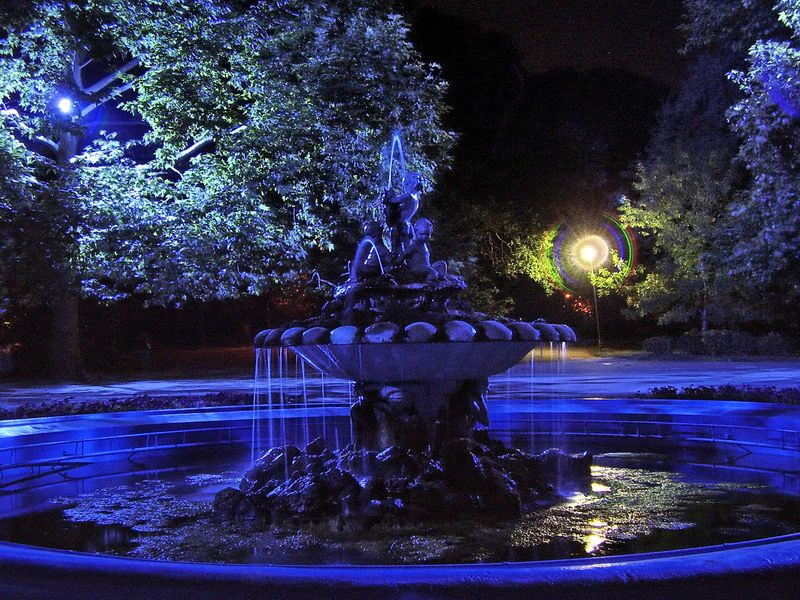
Fântâna sirenelor din Grădina Mării (Varna)
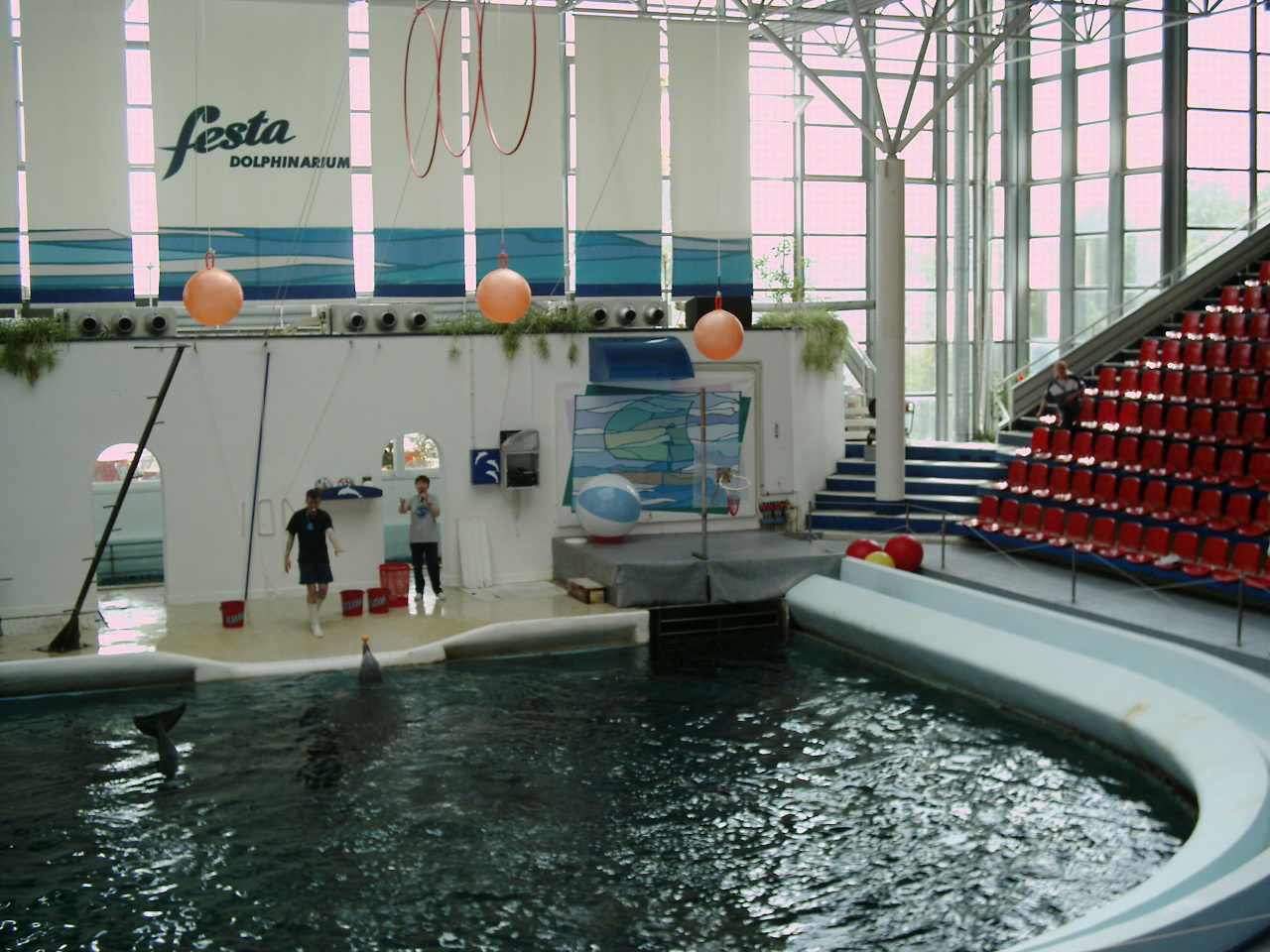
Delfinariul din Varna
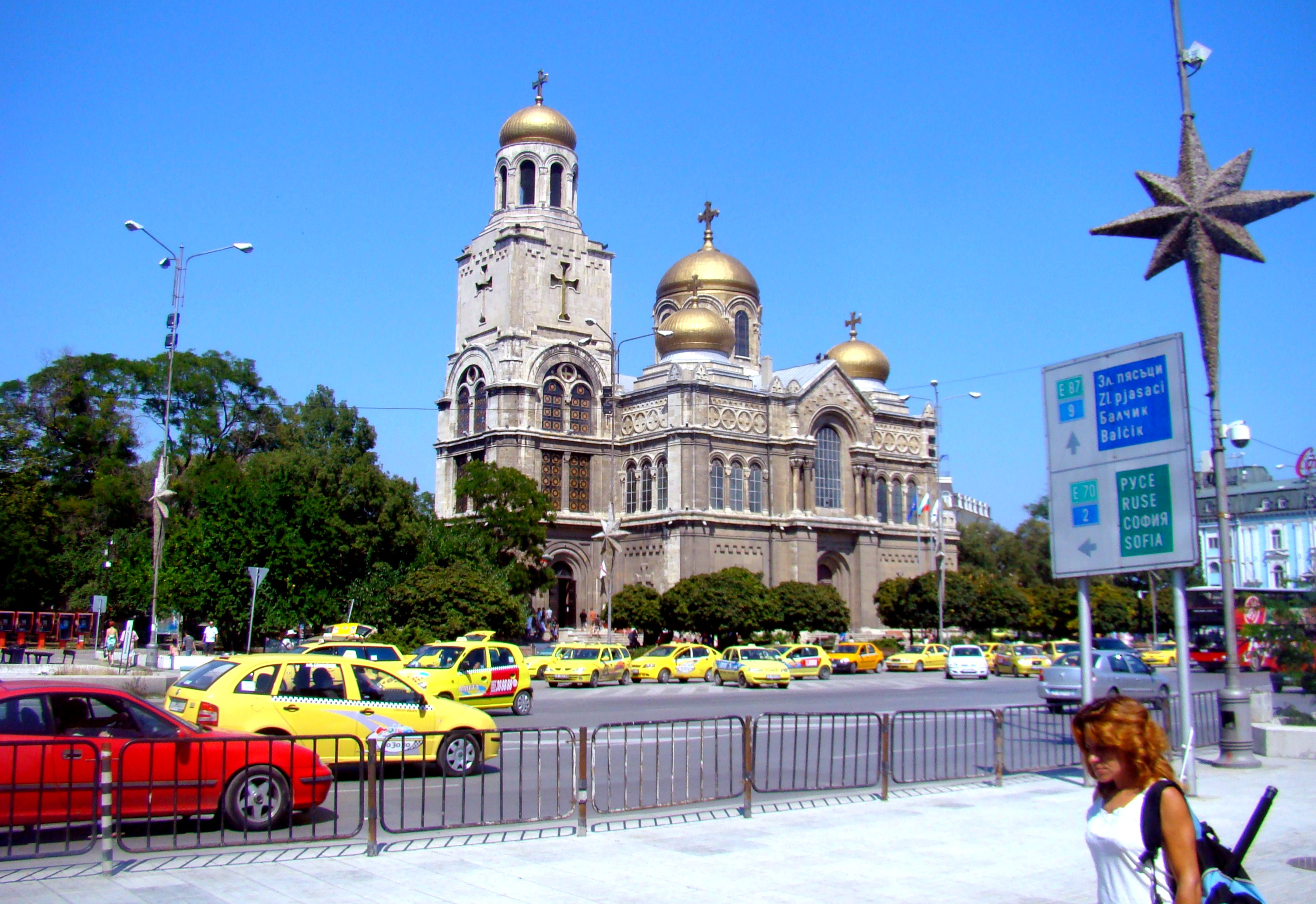
Catedrala Sfânta Adormire a Maicii Domnului
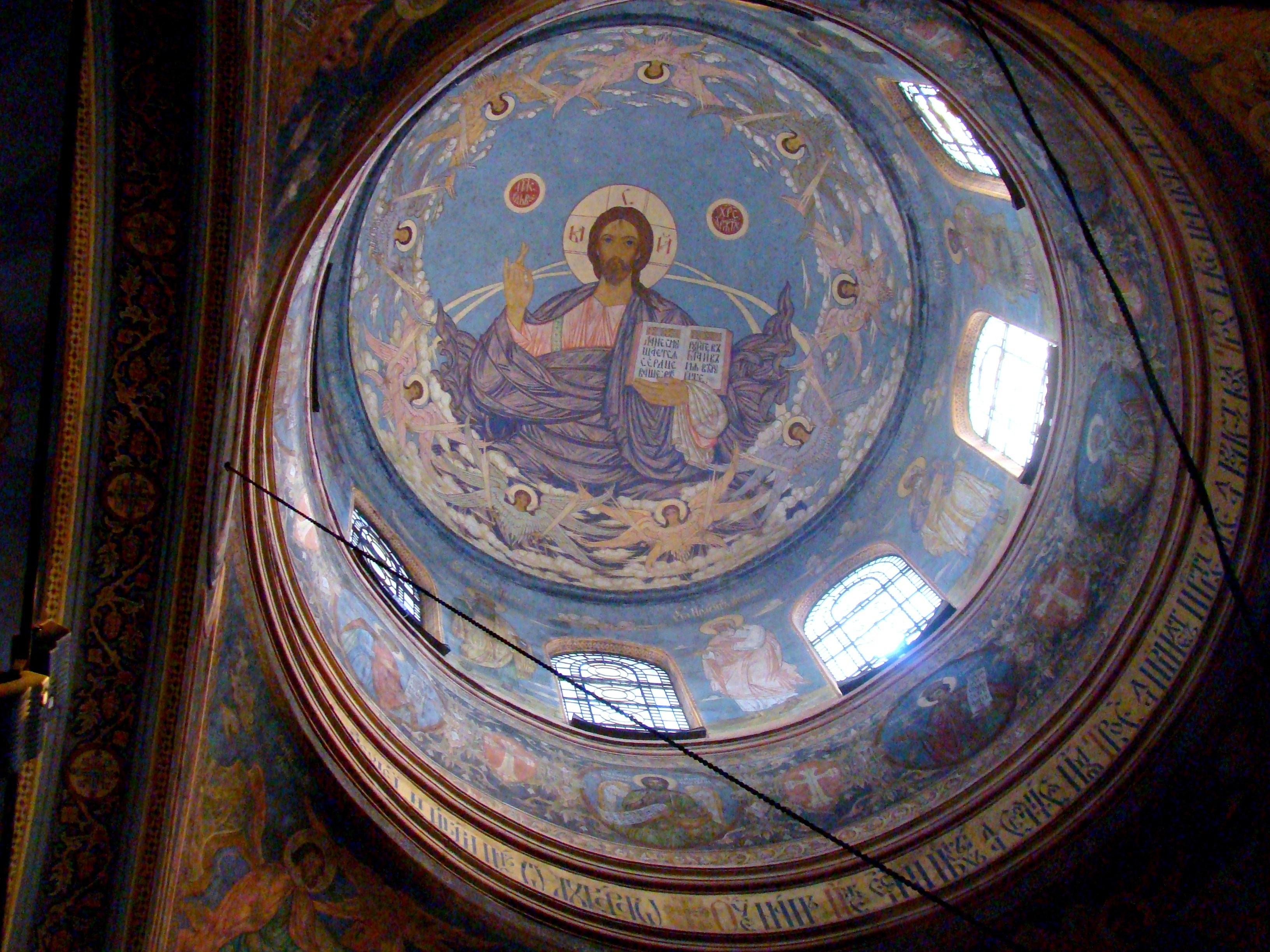
Catedrala Sfânta Adormire a Maicii Domnului

### Preistorice și antice
- Necropolele de la Varna - cel mai vechi tezaur de aur din lume

Termele romane din Varna sunt printre cele mai bine conservate monumente din perioada antică în Bulgaria și situate în sud-estul actualului oraș, în apropiere de port. Termele au fost construite spre sfârșitul secolului al II-lea. Potrivit studiilor, înălțimea structurilor boltite a fost de peste 20 m, iar suprafața totală a instalației este de aproximativ 7000 m². Băile funcționează până la sfârșitul secolului al III-lea. 

### Muzee

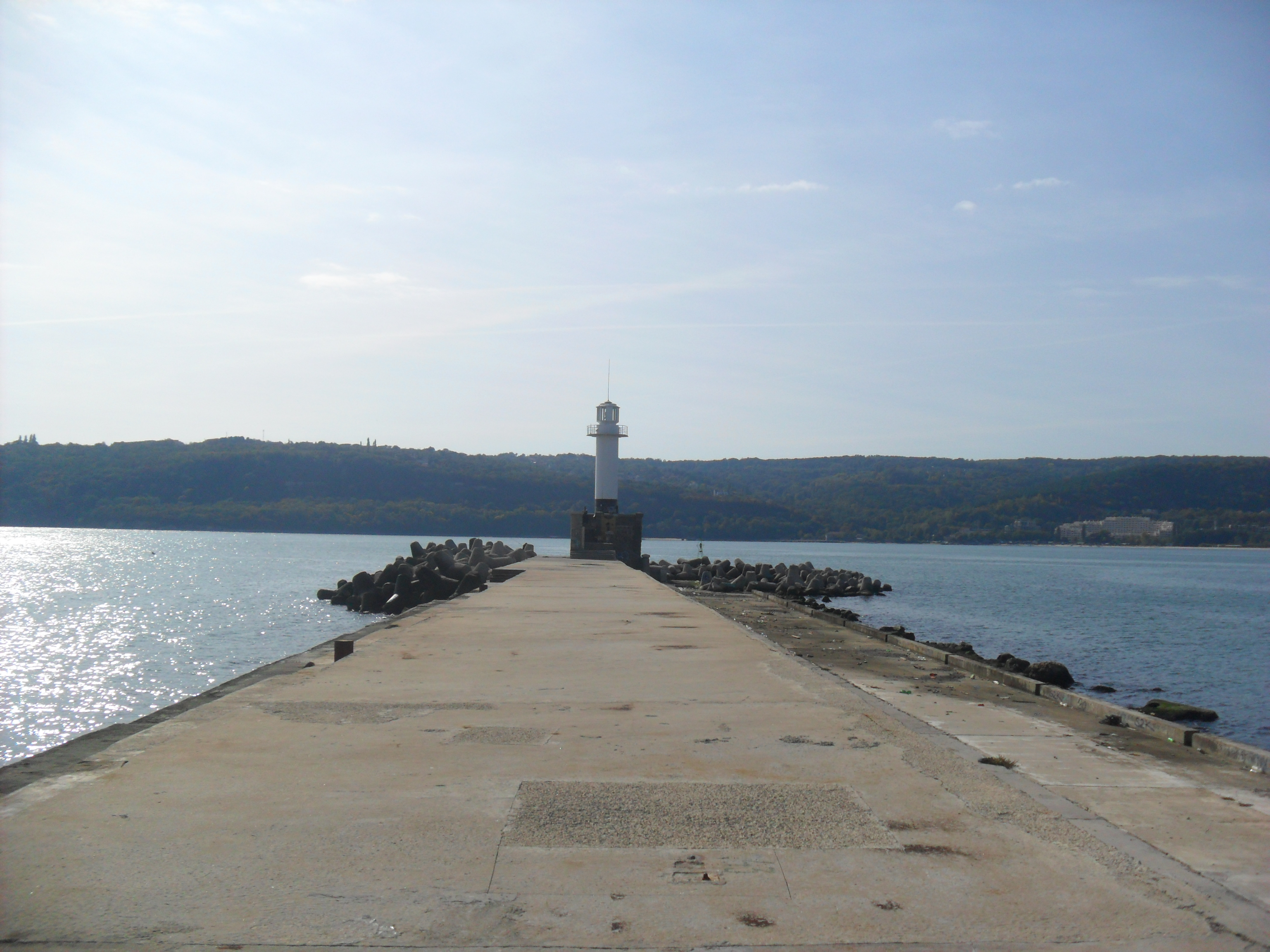
Farul

- Muzeul Arheologic din Varna ocupă o suprafață de 2000 m 2 si dispune de 32 de camere cu expoziții permanente: Preistorie, antichitate, Evul Mediu, Renaștere și iconografie. Se află de asemenea, cel mai vechi tezaur de aur din lume, datând din urmă cu 4.000 de ani înaintea lui Hristos. Primele materiale arheologice au fost colectate de Karel Shkorpilși Ananie Jawasov în 1887.

- Muzeul Naval

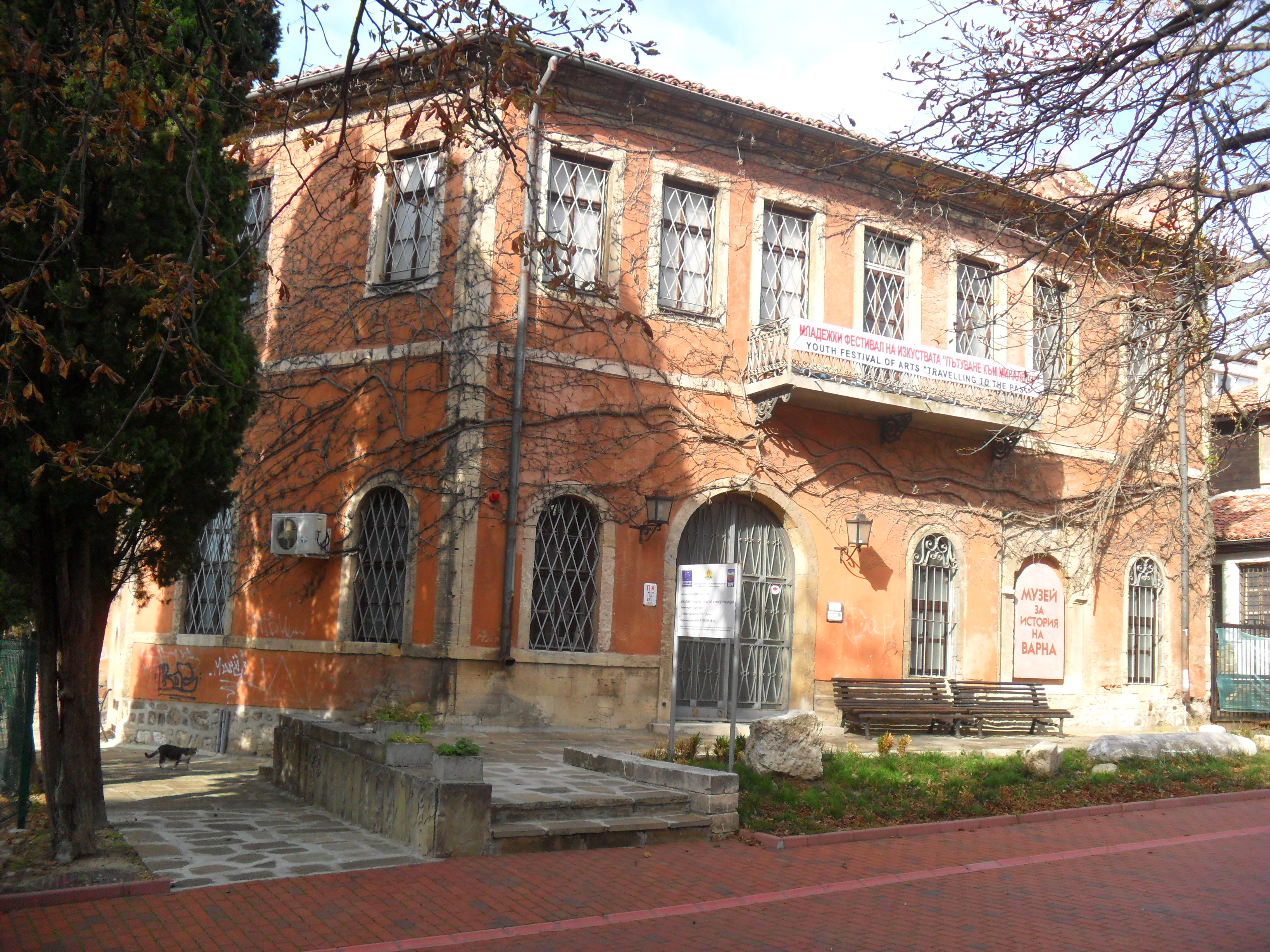
Muzeul de istorie din Varna

- Parcul-muzeu "Vladislav Varnenchik"
- Casa-muzeu a lui Georgi Velchev
- Muzeul de Istorie din Varna
- Muzeul Renascentist
- Muzeul etnografic
- Muzeul de Istorie Naturală din Varna
- Muzeul de papusi [97]
- Muzeul de Istorie a Medicinii [98]
- Complexul istoric și etnografic "satul proto-bulgar Fanagoria"

## Grădina Mării și alte parcuri

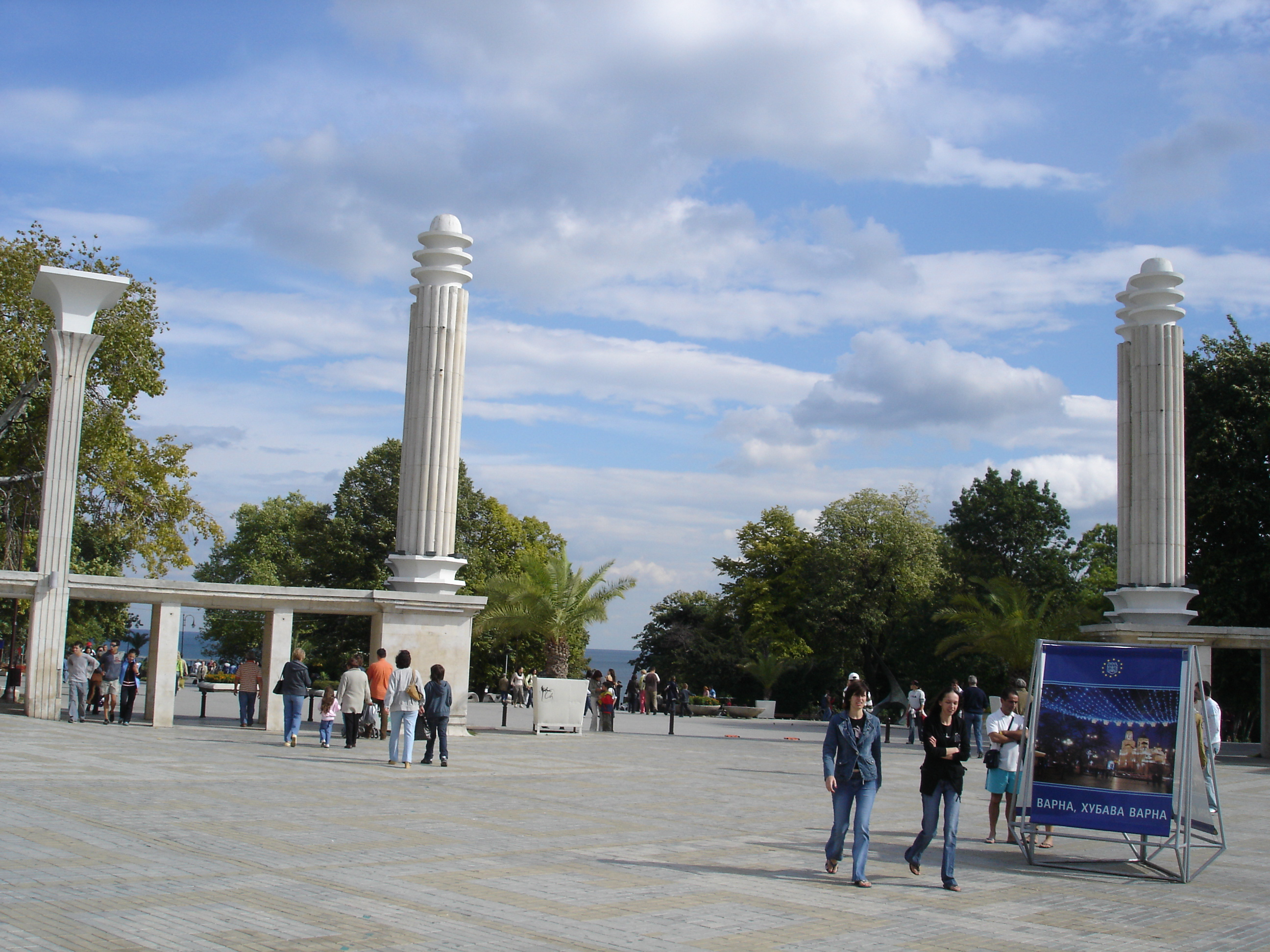
Grădina Mării

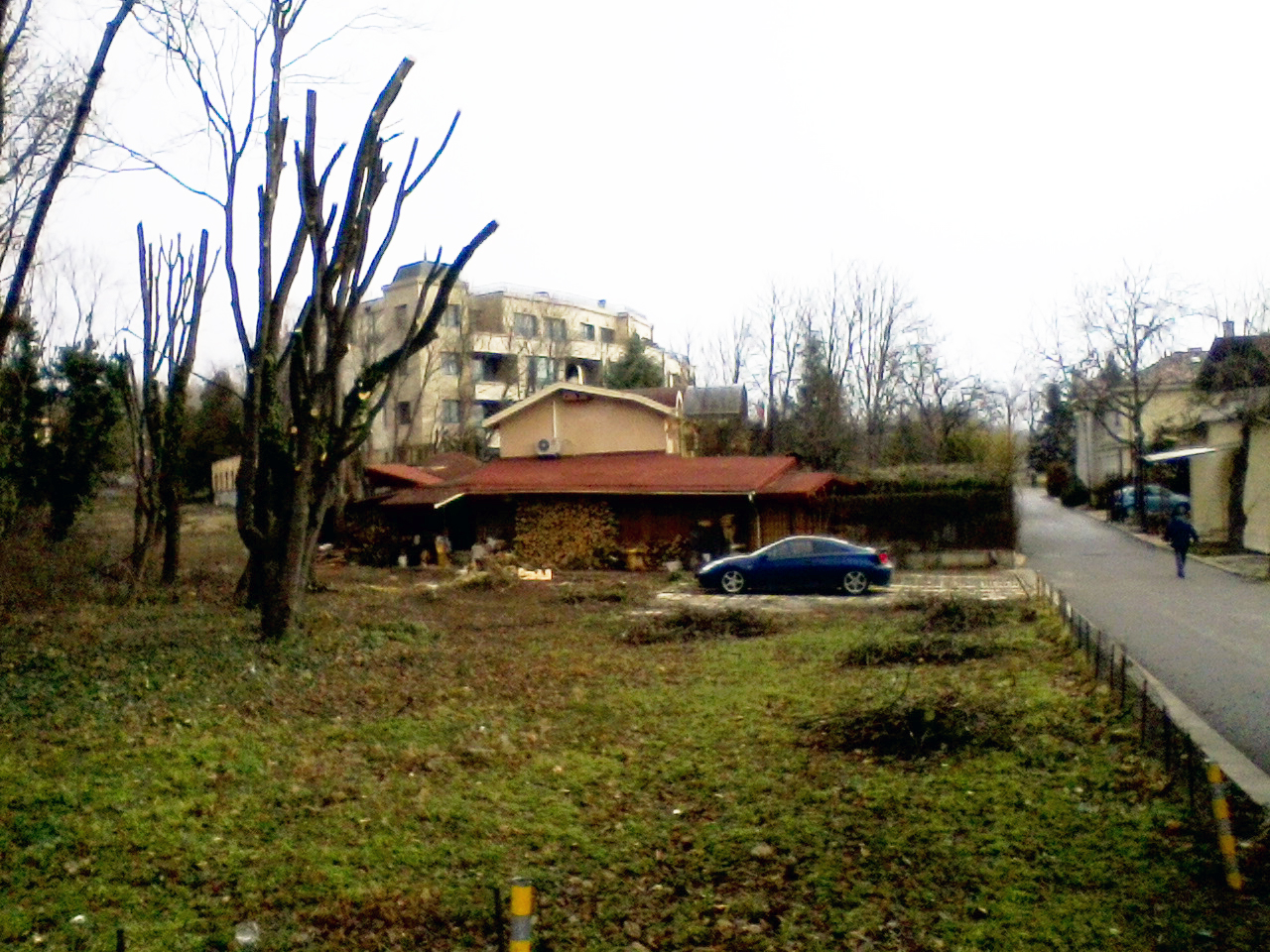
Vedere contemporană

Cu o suprafață de 850 de mii, Grădina Mării din Varna este un monument național de grădină și artă de parc . Construcția sa se află sub proiectul lui Anton Novak , un decorator ceh de grădină, invitat în oraș de Karel și Hermann Shkorpil . În Grădina Mării există o alee renascentistă, cu monumente ale unor bulgari remarcabili din perioada Renașterii Bulgare. La intrarea în Grădina Mării există un monument al lui Anton Novak. Unicitatea Grădinii Mării se datorează apropierii de mare și a peisajului maritim. Apa puțin adâncă a golfului Varna și hrăni malul gresie mare din prăbușit pe pantă ridicată determină extinderea în continuare a liniei de coastă în mare. Această particularitate a Grădinii Mării, precum și dezvoltarea sporturilor maritime fac din acesta un loc atractiv și promițător pentru odihnă și relaxare.
Acvariul Varna și Delfinariul sunt situate în Grădina Mării .

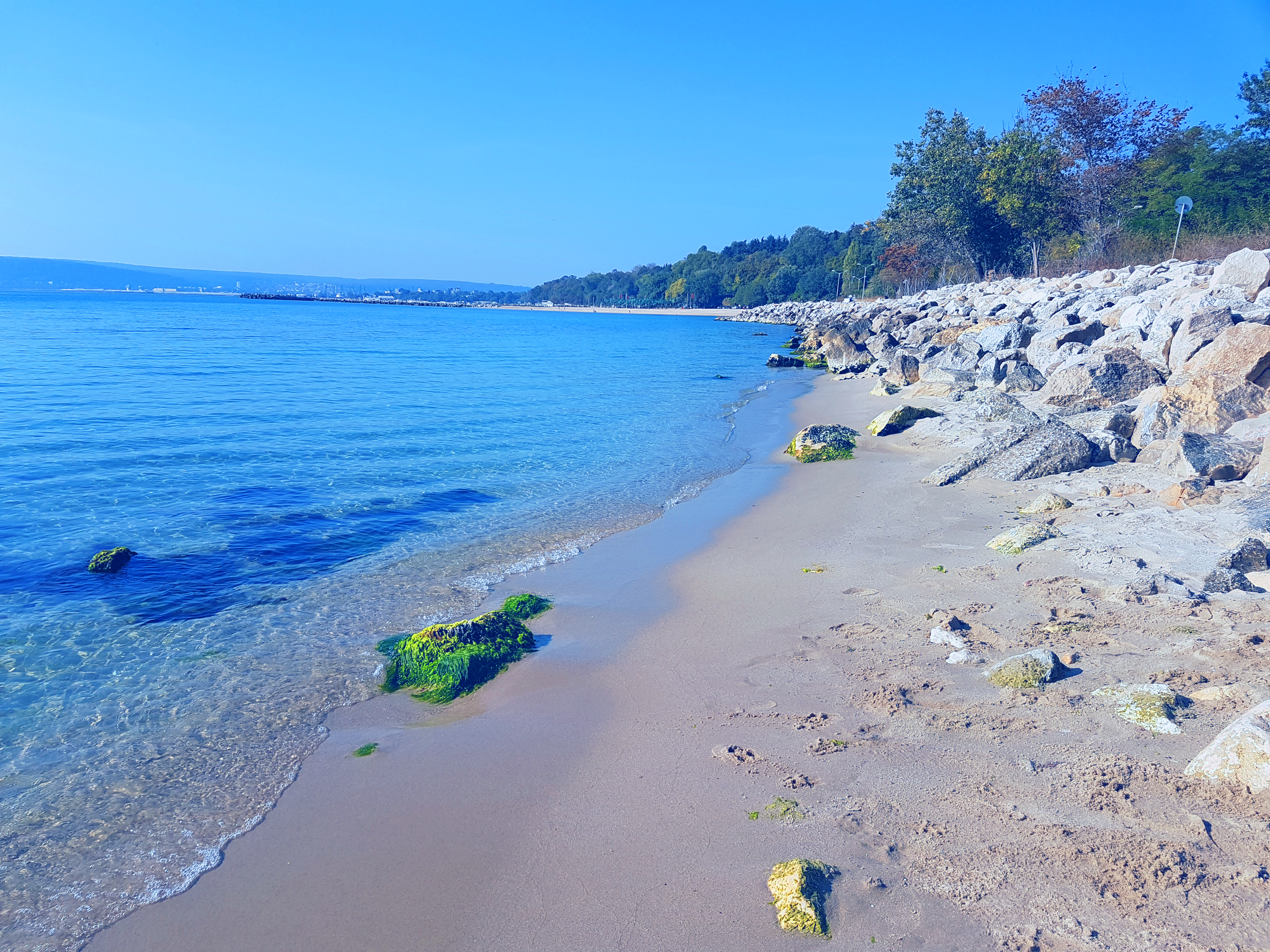
Plaja din fața Grădinii Mării

Aproape de Varna pe o suprafață de 13 207 de decare se află Parcul Natural Nisipurile de Aur cu Mănăstirea Aladzha. Este al doilea parc declarat în Bulgaria după Parcul Național Vitosha .
- Parcul Asparuhov
- Parcul "Vladislav Varnenchik"
- Parcul "Mladost"
- Parcul-monument al prieteniei bulgaro-sovietice
- Grădina botanică universitară - Varna

### Zoo
Grădina zoologică din Varna a fost inaugurata la 30 aprilie 1961. Nicolae Boyadjiev, primarul de atunci, a fost marele contribuitor la construcția parcului.
Grădina zoologică este situată in Grădina Mării, in apropiere de Delfinariu și de Muzeul de Stiinte ale Naturii. Aici găzduiesc un număr de 300 de reprezentanți din 60 de specii de păsări, prădători, erbivore, primate și păsări de apă.

### Alte atracții turistice
- Cu 800 de hectare, palatul Euxinograd este un monument național. Monumentele sale arhitecturale și istorice, precum și trecutul său al unui centru spiritual, îl fac un loc de vizitat și de relaxare. Este o extensie naturală a Grădinii Mării din nord și o legătură cu parcul stațiunii Constantin și Elena .

- Observatorul Astronomic și Planetariul „Nicolaus Copernic“ - primul în complexul astronomic Bulgaria a fost deschis în 1968. Complexul este format dintr-un observator astronomic, un planetariu și un turn. Acesta este situat în partea centrală a Grădinii Mării.
- Gara din Varna este construită pe baza proiectului gării din Burgas . Din acest motiv, cele două clădiri sunt identice din punct de vedere arhitectural.
- Centrul de congrese și festivaluri

## Personalități născute aici
- Gheorghe Ioanide (? - 1921), pictor român;
- Stefan Popov (1872 - 1938), general;
- Fritz Zwicky (1898 - 1974), astronom, fizician elvețiano-american;
- Stoian Apostolov (n. 1946), luptător;
- Filip Kirkorov (n. 1967), cântăreț, actor, compozitor, producător muzical rus;
- Daniel Petrov (n. 1971), pugilist;
- Nikolai Mladenov (n. 1972), om politic, europarlamentar;
- Biliana Raeva (n. 1973), om politic, europarlamentar;
- Lorina Kamburova (n. 1991), actriță.

## Localități înfrățite
- Aalborg, Danemarca
- Amsterdam, Olanda
- Aqaba, Iordania
- Barcelona, Spania
- Bayburt, Turcia
- Sinop, Turcia
- Dordrecht, Olanda
- Genova, Italia
- Hamburg, Germania
- Kavala, Grecia
- Kharkiv, Ucraina
- Liverpool, Marea Britanie
- Lyon, Franța
- Malmö, Suedia
- Medellín, Columbia
- Memphis, SUA
- Miami, SUA
- Novosibirsk, Rusia
- Odesa, Ucraina
- Piraeus, Grecia
- Rostock, Germania
- Sankt Petersburg, Rusia
- Stavanger, Norvegia
- Szeged, Ungaria
- Turku, Finlanda
- Vysoké Mýto, Republica Cehă
- Washington, Marea Britanie
- Wels, Austria